# Morti nel 1980

## Gennaio(111)
- 1º gennaio - Marcello Albani, regista e sceneggiatore italiano (n. 1905)
- 1º gennaio - Irene Aloisi, attrice italiana (n. 1925)
- 1º gennaio - Alfredo Casati, dirigente sportivo italiano (n. 1918)
- 1º gennaio - Adolph Deutsch, compositore britannico (n. 1897)
- 1º gennaio - Pierre Mony, calciatore francese (n. 1896)
- 1º gennaio - Pietro Nenni, politico e giornalista italiano (n. 1891)
- 1º gennaio - Mario Alberto Rollier, chimico, partigiano e politico italiano (n. 1909)
- 1º gennaio - Nils Skoglund, tuffatore e pallanuotista svedese (n. 1906)
- 1º gennaio - Frank Wykoff, velocista statunitense (n. 1909)
- 2 gennaio - Alessandro Bruschetti, pittore italiano (n. 1910)
- 2 gennaio - Rhys Carpenter, archeologo statunitense (n. 1889)
- 3 gennaio - Joy Adamson, scrittrice, naturalista e pittrice austriaca (n. 1910)
- 3 gennaio - Lucien Buysse, ciclista su strada e pistard belga (n. 1892)
- 4 gennaio - Shohachi Ishii, lottatore giapponese (n. 1926)
- 4 gennaio - Salvatore Sperlinga, mafioso statunitense
- 5 gennaio - Mario Bracco, biochimico e partigiano italiano (n. 1917)
- 5 gennaio - Giuseppe De Marco, aviatore e militare italiano (n. 1894)
- 6 gennaio - Piersanti Mattarella, politico italiano (n. 1935)
- 6 gennaio - Nicanor Villalta, torero e attore spagnolo (n. 1897)
- 7 gennaio - Yocheved Bat-Miriam, poetessa israeliana (n. 1901)
- 7 gennaio - Simonne Mathieu, tennista francese (n. 1908)
- 7 gennaio - Ferdinando Rosei, militare, aviatore e partigiano italiano (n. 1916)
- 7 gennaio - Eddie Scarf, lottatore australiano (n. 1908)
- 7 gennaio - Sarah Selby, attrice statunitense (n. 1905)
- 7 gennaio - Larry Williams, cantante, compositore e pianista statunitense (n. 1935)
- 8 gennaio - Tryggve Gran, aviatore, esploratore e scrittore norvegese (n. 1888)
- 8 gennaio - John Mauchly, inventore e ingegnere statunitense (n. 1907)
- 8 gennaio - Emilio Patrissi, politico italiano (n. 1910)
- 8 gennaio - Michele Tatulli, poliziotto italiano (n. 1955)
- 9 gennaio - Gaetano Belloni, ciclista su strada e pistard italiano (n. 1892)
- 9 gennaio - Gennarino Palumbo, cantante e attore italiano (n. 1931)
- 9 gennaio - Leonildo Tarozzi, politico e giornalista italiano (n. 1895)
- 9 gennaio - Juhayman al-Otaybi, attivista saudita (n. 1936)
- 10 gennaio - Ercole Carzino, calciatore e allenatore di calcio italiano (n. 1901)
- 10 gennaio - Enrico Michele Demarchi, politico e imprenditore italiano (n. 1894)
- 10 gennaio - Manuel Passos, calciatore portoghese (n. 1922)
- 10 gennaio - Tamotsu Takama, ammiraglio giapponese (n. 1893)
- 11 gennaio - Umberto Dall'Olmo, astrofisico italiano (n. 1925)
- 11 gennaio - Richard Huschke, ciclista su strada e pistard tedesco (n. 1893)
- 11 gennaio - Barbara Pym, scrittrice britannica (n. 1913)
- 11 gennaio - Celia Sánchez, rivoluzionaria, politica e archivista cubana (n. 1920)
- 12 gennaio - Edgardo Moltoni, ornitologo italiano (n. 1896)
- 12 gennaio - Gianni Oberto Tarena, avvocato e politico italiano (n. 1902)
- 12 gennaio - Finn Rønne, esploratore e navigatore norvegese (n. 1899)
- 12 gennaio - Baciccia Scano, pittore italiano (n. 1895)
- 13 gennaio - Alessandro Gorini, politico e militare italiano (n. 1890)
- 13 gennaio - Andrej Kostelanec, direttore d'orchestra e arrangiatore russo (n. 1901)
- 14 gennaio - Robert Ardrey, scrittore, antropologo e drammaturgo statunitense (n. 1908)
- 14 gennaio - Francesco Cogoni, vescovo cattolico italiano (n. 1894)
- 14 gennaio - Rachel Fuller Brown, chimica e biochimica statunitense (n. 1898)
- 14 gennaio - Christian Møller, chimico e fisico danese (n. 1904)
- 14 gennaio - Tadao Nagahama, regista giapponese (n. 1936)
- 15 gennaio - Herbert Olivecrona, chirurgo svedese (n. 1891)
- 15 gennaio - Gioacchino Pedicini, vescovo cattolico italiano (n. 1883)
- 16 gennaio - Giuseppe Abbadessa, politico italiano (n. 1915)
- 16 gennaio - Erich Nitzschmann, direttore della fotografia tedesco (n. 1901)
- 17 gennaio - Barbara Britton, attrice statunitense (n. 1919)
- 17 gennaio - Aleksandr Nikolaevič Nesmejanov, chimico e politico sovietico (n. 1899)
- 17 gennaio - Karla Schramm, attrice cinematografica statunitense (n. 1891)
- 18 gennaio - Cecil Beaton, fotografo e costumista britannico (n. 1904)
- 18 gennaio - Jos Beenhakkers, calciatore olandese (n. 1922)
- 19 gennaio - Giorgio Bo, politico, antifascista e partigiano italiano (n. 1905)
- 19 gennaio - Piero Ciampi, cantautore e poeta italiano (n. 1934)
- 19 gennaio - Lise Deharme, scrittrice francese (n. 1898)
- 20 gennaio - Rudolf Bürger, calciatore e allenatore di calcio rumeno (n. 1908)
- 21 gennaio - Elvira de Hidalgo, soprano spagnola (n. 1892)
- 21 gennaio - Anita Rho, traduttrice, germanista e antifascista italiana (n. 1906)
- 22 gennaio - Mihovil Borovčić Kurir, calciatore jugoslavo (n. 1896)
- 22 gennaio - Moustapha Choukri, calciatore marocchino (n. 1947)
- 22 gennaio - Eugenio Danese, giornalista e scrittore italiano (n. 1904)
- 22 gennaio - Saverio Giulini, arbitro di calcio italiano (n. 1903)
- 22 gennaio - Teresa Noce, partigiana e politica italiana (n. 1900)
- 22 gennaio - Peter Schmidt, artista, pittore e insegnante tedesco (n. 1931)
- 22 gennaio - Klas Särner, ginnasta svedese (n. 1891)
- 22 gennaio - Camille Verfaillie, missionario e vescovo cattolico belga (n. 1892)
- 23 gennaio - Francesco Franchi, avvocato e patriota italiano (n. 1902)
- 23 gennaio - Giovanni Michelotti, imprenditore e designer italiano (n. 1921)
- 23 gennaio - Jacques Millot, aracnologo francese (n. 1897)
- 23 gennaio - Ernst Ocwirk, calciatore e allenatore di calcio austriaco (n. 1926)
- 23 gennaio - Carmelo Ottaviano, filosofo italiano (n. 1906)
- 24 gennaio - Terry Anderson, calciatore inglese (n. 1944)
- 24 gennaio - Lil Dagover, attrice tedesca (n. 1887)
- 24 gennaio - Wolfango Giusti, slavista e traduttore italiano (n. 1901)
- 24 gennaio - Federico Hartig, entomologo italiano (n. 1900)
- 24 gennaio - Nils Westermark, velista svedese (n. 1892)
- 24 gennaio - James Poe, sceneggiatore statunitense (n. 1921)
- 24 gennaio - Nikolaj Vasil'evič Rozancev, regista sovietico (n. 1922)
- 25 gennaio - Antonino Casu, carabiniere italiano (n. 1930)
- 25 gennaio - Amir Kumar, hockeista su prato indiano (n. 1923)
- 25 gennaio - Emanuele Tuttobene, carabiniere italiano (n. 1923)
- 26 gennaio - Justas Paleckis, politico lituano (n. 1899)
- 26 gennaio - Massimo Scaligero, giornalista e esoterista italiano (n. 1906)
- 27 gennaio - Hans Aeschbacher, pittore e scultore svizzero (n. 1906)
- 27 gennaio - Peppino De Filippo, attore, comico e drammaturgo italiano (n. 1903)
- 27 gennaio - Paolo Fortunati, politico e statistico italiano (n. 1906)
- 27 gennaio - Rudolf Christoph Freiherr von Gersdorff, generale tedesco (n. 1905)
- 27 gennaio - Tore Ljungqvist, pallanuotista svedese (n. 1905)
- 28 gennaio - Franco Evangelisti, compositore italiano (n. 1926)
- 28 gennaio - Erle C. Kenton, regista cinematografico statunitense (n. 1896)
- 28 gennaio - Ciril Kosmač, scrittore e poeta sloveno (n. 1910)
- 28 gennaio - Antoine Rebetez, ginnasta svizzero (n. 1897)
- 29 gennaio - Jimmy Durante, cantante, pianista e attore statunitense (n. 1893)
- 29 gennaio - Ildefonso Sañudo, calciatore spagnolo (n. 1912)
- 29 gennaio - Attilio Spozio, politico italiano (n. 1927)
- 30 gennaio - Maria Bolognesi, mistica italiana (n. 1924)
- 30 gennaio - Professor Longhair, pianista e cantante statunitense (n. 1918)
- 30 gennaio - Warren Smith, cantante statunitense (n. 1932)
- 30 gennaio - Pasquale Viganò, calciatore e allenatore di calcio italiano (n. 1911)
- 31 gennaio - Gumercindo Gómez, calciatore boliviano (n. 1907)
- 31 gennaio - Francesco Lardone, arcivescovo cattolico e diplomatico italiano (n. 1887)
- 31 gennaio - Antonio Sanfilippo, pittore italiano (n. 1923)

## Febbraio(100)
- 1º febbraio - Jack Bailey, attore e conduttore televisivo statunitense (n. 1907)
- 1º febbraio - Yolanda González Martín, politica spagnola (n. 1961)
- 1º febbraio - Costante Maltoni, arcivescovo cattolico e diplomatico italiano (n. 1915)
- 1º febbraio - Gastone Nencini, ciclista su strada italiano (n. 1930)
- 1º febbraio - Henry Reinholdt, calciatore norvegese (n. 1890)
- 1º febbraio - Romolo Valli, attore italiano (n. 1925)
- 2 febbraio - Giovanni Baccaglini, calciatore italiano (n. 1911)
- 2 febbraio - Paolo Chini, chimico italiano (n. 1928)
- 2 febbraio - Herberts Gubiņš, cestista lettone (n. 1914)
- 2 febbraio - Ray Heindorf, compositore statunitense (n. 1908)
- 2 febbraio - William Stein, biochimico statunitense (n. 1911)
- 3 febbraio - Hanna Rovina, attrice teatrale e attrice cinematografica israeliana (n. 1888)
- 3 febbraio - Edmondo Toccaceli, ciclista su strada italiano (n. 1913)
- 4 febbraio - Erich Bauer, militare tedesco (n. 1900)
- 4 febbraio - Camara Laye, scrittore guineano (n. 1928)
- 4 febbraio - Francesco Petrin, antifascista italiano (n. 1906)
- 5 febbraio - Carlo Faina, dirigente d'azienda italiano (n. 1894)
- 5 febbraio - Roy Fosdahl, calciatore norvegese (n. 1911)
- 5 febbraio - Skinny Johnson, cestista statunitense (n. 1911)
- 5 febbraio - Karl Olivecrona, giurista e filosofo svedese (n. 1897)
- 6 febbraio - Maurizio Arnesano, poliziotto italiano (n. 1960)
- 6 febbraio - George Decker, generale statunitense (n. 1902)
- 6 febbraio - Ivan Matteo Lombardo, politico italiano (n. 1902)
- 6 febbraio - Umberto Rizzitano, arabista e islamista italiano (n. 1913)
- 6 febbraio - Franz Schafheitlin, attore tedesco (n. 1895)
- 7 febbraio - Secondo Campini, ingegnere italiano (n. 1904)
- 7 febbraio - Vincenzo Cilento, storico della filosofia italiano (n. 1903)
- 7 febbraio - Eugen Dasović, calciatore jugoslavo (n. 1896)
- 8 febbraio - Erwin Friedrich Baumann, architetto e scultore svizzero (n. 1898)
- 8 febbraio - Anna di Isenburg e Büdingen, principessa tedesca (n. 1886)
- 8 febbraio - Luigi Marino, calciatore italiano (n. 1895)
- 8 febbraio - Pasqualino Pasqualicchio, politico italiano (n. 1899)
- 8 febbraio - Zezé Procópio, calciatore brasiliano (n. 1913)
- 8 febbraio - Nikos Xylouris, musicista e cantante greco (n. 1936)
- 8 febbraio - Francesco Zucchetti, pistard e ciclista su strada italiano (n. 1902)
- 9 febbraio - Ivan Gošnjak, generale e politico jugoslavo (n. 1909)
- 10 febbraio - Federico Nomi, avvocato, politico e economista italiano (n. 1888)
- 10 febbraio - Rezső Soó, botanico ungherese (n. 1903)
- 11 febbraio - Enrico Frattini, generale italiano (n. 1891)
- 11 febbraio - Jakov Aleksandrovič Malik, diplomatico e politico sovietico (n. 1906)
- 11 febbraio - Paavo Yrjölä, multiplista finlandese (n. 1902)
- 12 febbraio - Vittorio Bachelet, giurista e politico italiano (n. 1926)
- 12 febbraio - Einar Hille, matematico statunitense (n. 1894)
- 12 febbraio - Anatolij Isakovič Lur'ie, ingegnere sovietico (n. 1901)
- 12 febbraio - Muriel Rukeyser, poetessa, scrittrice e biografa statunitense (n. 1913)
- 12 febbraio - Jørgen Stubberud, esploratore norvegese (n. 1883)
- 13 febbraio - David Janssen, attore statunitense (n. 1931)
- 13 febbraio - Mike Monroney, politico statunitense (n. 1902)
- 13 febbraio - Marian Rejewski, matematico e crittografo polacco (n. 1905)
- 14 febbraio - Marie Besnard, francese (n. 1896)
- 14 febbraio - Victor Gruen, architetto austriaco (n. 1903)
- 14 febbraio - Karl Jestrab, calciatore austriaco (n. 1907)
- 14 febbraio - Piet Peereboom, calciatore olandese (n. 1897)
- 15 febbraio - Albin Dahl, calciatore e allenatore di calcio svedese (n. 1900)
- 15 febbraio - Carlo Di Donna, politico e calciatore italiano (n. 1906)
- 16 febbraio - Erich Hückel, chimico e fisico tedesco (n. 1896)
- 17 febbraio - Einar Karlsson, lottatore svedese (n. 1908)
- 17 febbraio - John Sandwall, schermidore svedese (n. 1917)
- 17 febbraio - Graham Vivian Sutherland, pittore britannico (n. 1903)
- 18 febbraio - Paul Howard, sassofonista e clarinettista statunitense (n. 1895)
- 18 febbraio - Frank R. McKelvy, scenografo statunitense (n. 1914)
- 18 febbraio - Gale Robbins, attrice e cantante statunitense (n. 1921)
- 19 febbraio - Nicola Adamo, politico italiano (n. 1928)
- 19 febbraio - Robert Morrison, canottiere britannico (n. 1902)
- 19 febbraio - Bon Scott, cantautore britannico (n. 1946)
- 19 febbraio - Gemma D'Amico Flugi, pittrice italiana (n. 1906)
- 20 febbraio - Nicola Cavanna, vescovo cattolico italiano (n. 1916)
- 20 febbraio - Hugo Kraas, generale tedesco (n. 1911)
- 20 febbraio - Mario Lanzi, mezzofondista e velocista italiano (n. 1914)
- 20 febbraio - Joseph Rhine, parapsicologo statunitense (n. 1895)
- 20 febbraio - Alice Roosevelt Longworth, scrittrice e socialite statunitense (n. 1884)
- 21 febbraio - Alfred Andersch, scrittore e editore tedesco (n. 1914)
- 21 febbraio - Aldo Andreotti, matematico italiano (n. 1924)
- 21 febbraio - Eugenio Calzia, compositore italiano (n. 1910)
- 22 febbraio - Sadaaki Akamatsu, aviatore giapponese (n. 1910)
- 22 febbraio - Enrico Celio, avvocato, politico e giornalista svizzero (n. 1889)
- 22 febbraio - Alma Fidora, pittrice, disegnatrice e illustratrice italiana (n. 1894)
- 22 febbraio - Oskar Kokoschka, pittore e drammaturgo austriaco (n. 1886)
- 22 febbraio - Filippo Pelosi, politico italiano (n. 1896)
- 24 febbraio - Giōrgos Andrianopoulos, calciatore greco (n. 1903)
- 24 febbraio - Luigi Manenti, pianista, compositore e docente italiano (n. 1889)
- 24 febbraio - Albert Parsys, calciatore francese (n. 1890)
- 25 febbraio - Robert Hayden, poeta e saggista statunitense (n. 1913)
- 25 febbraio - Ahmad Shuqayri, politico palestinese (n. 1908)
- 26 febbraio - Anthony John Arkell, archeologo, storico e egittologo britannico (n. 1898)
- 26 febbraio - Mario Mattoli, regista, sceneggiatore e impresario teatrale italiano (n. 1898)
- 27 febbraio - Francesco Mosca, ingegnere e aviatore italiano (n. 1887)
- 27 febbraio - Tobia Senoner, fondista italiano (n. 1913)
- 27 febbraio - George Tobias, attore statunitense (n. 1901)
- 28 febbraio - Piero Bargellini, scrittore, politico e dirigente pubblico italiano (n. 1897)
- 28 febbraio - Costante Bonazza, calciatore italiano (n. 1924)
- 28 febbraio - Gianni Comino, alpinista italiano (n. 1952)
- 28 febbraio - Pim Goff, cestista, giocatore di baseball e allenatore di pallacanestro statunitense (n. 1912)
- 28 febbraio - Jadwiga Jędrzejowska, tennista polacca (n. 1912)
- 29 febbraio - Yigal Allon, politico e generale israeliano (n. 1918)
- 29 febbraio - Gil Elvgren, illustratore e pittore statunitense (n. 1914)
- 29 febbraio - Werner Keller, scrittore e saggista tedesco (n. 1909)
- 29 febbraio - Doug Kistler, cestista statunitense (n. 1938)
- 29 febbraio - Nino Oliviero, compositore italiano (n. 1918)
- 29 febbraio - Carlo Rossi, vescovo cattolico italiano (n. 1890)

## Marzo(126)
- 1º marzo - Daniil Jakovlevič Chrabrovickij, regista sovietico (n. 1923)
- 1º marzo - Wilhelmina Cooper, supermodella e imprenditrice olandese (n. 1939)
- 1º marzo - Dixie Dean, calciatore inglese (n. 1907)
- 1º marzo - John Jacob Niles, musicista, cantautore e compositore statunitense (n. 1892)
- 1º marzo - Eric Oliver, pilota motociclistico britannico (n. 1911)
- 1º marzo - Matteo Pedrali, pittore italiano (n. 1913)
- 1º marzo - Dorothy Phillips, attrice statunitense (n. 1889)
- 2 marzo - Anne Cornwall, attrice statunitense (n. 1897)
- 2 marzo - Jarosław Iwaszkiewicz, scrittore polacco (n. 1894)
- 2 marzo - Alfredo Piani, calciatore italiano (n. 1903)
- 2 marzo - Baptist Reinmann, calciatore tedesco (n. 1903)
- 2 marzo - Arlie Schardt, mezzofondista statunitense (n. 1895)
- 2 marzo - Giuseppe Toffanin, critico letterario e scrittore italiano (n. 1891)
- 3 marzo - Royes Fernandez, ballerino statunitense (n. 1929)
- 5 marzo - Wilhelm Hoegner, giudice e politico tedesco (n. 1887)
- 5 marzo - Marc Edmund Jones, scrittore, sceneggiatore e astrologo statunitense (n. 1888)
- 5 marzo - Gennaro Patricolo, politico e giornalista italiano (n. 1904)
- 5 marzo - Jay Silverheels, attore canadese (n. 1912)
- 5 marzo - Winifred Wagner, britannica (n. 1897)
- 5 marzo - Karl Weilenmann, calciatore svizzero (n. 1886)
- 7 marzo - Alfredo Lazzaretti, calciatore italiano (n. 1913)
- 7 marzo - Filippo Pennavaria, politico e banchiere italiano (n. 1891)
- 7 marzo - Giovanni Trabucco, militare e calciatore italiano (n. 1895)
- 7 marzo - Vaughn Waddell, cestista statunitense (n. 1910)
- 7 marzo - Felice da Mareto, religioso italiano (n. 1909)
- 8 marzo - Roland Armontel, comico e attore francese (n. 1901)
- 8 marzo - Graham Dadds, hockeista su prato britannico (n. 1911)
- 8 marzo - Frank McDonald, regista statunitense (n. 1889)
- 8 marzo - Max Miedinger, designer svizzero (n. 1910)
- 8 marzo - Andrea Vasa, filosofo italiano (n. 1914)
- 9 marzo - Nikolaj Ivanovič Bogoljubov, attore sovietico (n. 1899)
- 9 marzo - Ol'ga Čechova, attrice, regista e produttrice cinematografica russo (n. 1897)
- 9 marzo - Heinz Linge, militare tedesco (n. 1913)
- 9 marzo - Piero Sanpaolesi, architetto, storico dell'architettura e restauratore italiano (n. 1904)
- 9 marzo - Enzio Enrique Serafini, calciatore brasiliano (n. 1904)
- 10 marzo - José Américo de Almeida, scrittore, politico e insegnante brasiliano (n. 1887)
- 10 marzo - Giuseppe Antonicelli, direttore d'orchestra italiano (n. 1897)
- 10 marzo - Herman Tarnower, cardiologo e fisiologo statunitense (n. 1910)
- 10 marzo - Glauco Viazzi, critico cinematografico e critico letterario italiano (n. 1920)
- 11 marzo - Jack Evans, giocatore di football americano statunitense (n. 1905)
- 11 marzo - Julio De Caro, compositore, musicista e direttore d'orchestra argentino (n. 1899)
- 12 marzo - Jay Anson, scrittore statunitense (n. 1921)
- 12 marzo - Alessandro Brissoni, regista, sceneggiatore e scrittore italiano (n. 1913)
- 12 marzo - Romolo Dal Mas, politico italiano (n. 1922)
- 12 marzo - Ernő Gerő, politico ungherese (n. 1898)
- 12 marzo - Renée Lamberet, anarchica e storica francese (n. 1901)
- 13 marzo - Lilian Ngoyi, attivista e politica sudafricana (n. 1911)
- 13 marzo - Herman Salmon, aviatore statunitense (n. 1913)
- 13 marzo - Harlan Warde, attore statunitense (n. 1917)
- 14 marzo - Corrado Ardizzoni, ciclista su strada italiano (n. 1916)
- 14 marzo - Henk Blomvliet, calciatore olandese (n. 1911)
- 14 marzo - Manlio Brosio, politico e diplomatico italiano (n. 1897)
- 14 marzo - Tolmino Casadio, calciatore italiano (n. 1916)
- 14 marzo - Mohammad Hatta, politico indonesiano (n. 1902)
- 14 marzo - Anna Jantar, cantante polacca (n. 1950)
- 14 marzo - Ernesto Mattiuzzi, pittore italiano (n. 1900)
- 14 marzo - Alan P. Merriam, etnomusicologo statunitense (n. 1923)
- 14 marzo - Eddie Mosscrop, calciatore inglese (n. 1892)
- 15 marzo - Gerald Abrahams, scacchista, scrittore e avvocato britannico (n. 1907)
- 15 marzo - Ottorino Paulinich, allenatore di calcio e calciatore italiano (n. 1922)
- 15 marzo - Gordon E. Sawyer, montatore e sceneggiatore statunitense (n. 1905)
- 16 marzo - Enzo Bonagura, poeta e paroliere italiano (n. 1900)
- 16 marzo - Neville Stephen D'Souza, calciatore indiano (n. 1932)
- 16 marzo - Susumu Kimura, ammiraglio giapponese (n. 1891)
- 17 marzo - Farciot Edouart, effettista statunitense (n. 1894)
- 17 marzo - Jerry Fielding, compositore statunitense (n. 1922)
- 17 marzo - Al Jochim, ginnasta statunitense (n. 1902)
- 17 marzo - Mary Alice McWhinnie, biologa e docente statunitense (n. 1922)
- 17 marzo - Boun Oum, politico laotiano (n. 1911)
- 17 marzo - Rafael Paasio, politico finlandese (n. 1903)
- 17 marzo - Ignazio Sgarlata, musicista, compositore e presbitero italiano (n. 1917)
- 17 marzo - Bice Valori, attrice, comica e conduttrice televisiva italiana (n. 1927)
- 18 marzo - Serge Denis, calciatore francese (n. 1906)
- 18 marzo - Erich Fromm, psicologo, psicoanalista e filosofo tedesco (n. 1900)
- 18 marzo - Giulio Giannelli, storico e numismatico italiano (n. 1889)
- 18 marzo - Ludwig Guttmann, neurologo e dirigente sportivo tedesco (n. 1899)
- 18 marzo - Tamara de Lempicka, pittrice polacca (n. 1894)
- 18 marzo - Louise Lovely, attrice australiana (n. 1895)
- 19 marzo - Jacques Coomans, ciclista su strada belga (n. 1888)
- 19 marzo - Arvid Emanuelsson, calciatore svedese (n. 1913)
- 19 marzo - Guido Galli, magistrato italiano (n. 1932)
- 21 marzo - Marcel Boussac, imprenditore francese (n. 1889)
- 21 marzo - Angelo Bruno, mafioso italiano (n. 1910)
- 21 marzo - Sam Ferris, maratoneta britannico (n. 1900)
- 21 marzo - Roberto Lerici, generale italiano (n. 1887)
- 21 marzo - Herm Schaefer, cestista e allenatore di pallacanestro statunitense (n. 1918)
- 22 marzo - Maurice Gillis, calciatore belga (n. 1897)
- 22 marzo - Germinal Losio, calciatore svizzero (n. 1901)
- 22 marzo - Raymond Thayer Birge, fisico statunitense (n. 1887)
- 23 marzo - Bill S. Ballinger, scrittore e sceneggiatore statunitense (n. 1912)
- 23 marzo - Renato Cappugi, politico italiano (n. 1901)
- 23 marzo - Henry McCall, ammiraglio britannico (n. 1895)
- 23 marzo - Jacob Miller, cantante giamaicano (n. 1952)
- 23 marzo - Arthur Melvin Okun, economista statunitense (n. 1928)
- 23 marzo - Branko Pleše, calciatore jugoslavo (n. 1915)
- 24 marzo - Max David, giornalista italiano (n. 1908)
- 24 marzo - Ernst John von Freyend, militare tedesco (n. 1909)
- 24 marzo - Robert Martin, direttore della fotografia statunitense (n. 1891)
- 24 marzo - Bortolo Manlio Pat, politico italiano (n. 1905)
- 24 marzo - Óscar Romero, arcivescovo cattolico salvadoregno (n. 1917)
- 24 marzo - Elisabeth Wendt, attrice tedesca (n. 1906)
- 25 marzo - Milton Erickson, psichiatra e psicoterapeuta statunitense (n. 1901)
- 25 marzo - Michele Motta, ciclista su strada italiano (n. 1921)
- 25 marzo - James Wright, poeta statunitense (n. 1927)
- 26 marzo - Roland Barthes, saggista, critico letterario e linguista francese (n. 1915)
- 26 marzo - Dragutin Friedrich, calciatore jugoslavo (n. 1897)
- 26 marzo - Erminio Macario, attore e comico italiano (n. 1902)
- 26 marzo - Riccardo Mannerini, poeta e paroliere italiano (n. 1927)
- 26 marzo - Rupert Allan Willis, patologo australiano (n. 1898)
- 27 marzo - Steve Fisher, scrittore e sceneggiatore statunitense (n. 1912)
- 27 marzo - Jean Forest, attore e sceneggiatore francese (n. 1912)
- 28 marzo - Lorenzo Betassa, brigatista italiano (n. 1952)
- 28 marzo - Riccardo Dura, terrorista italiano (n. 1950)
- 28 marzo - Dick Haymes, cantante e attore argentino (n. 1916)
- 28 marzo - Annamaria Ludmann, brigatista italiana (n. 1947)
- 28 marzo - Rashel Novikoff, attrice statunitense (n. 1897)
- 28 marzo - Piero Panciarelli, brigatista italiano (n. 1955)
- 29 marzo - William Gemmell Cochran, statistico britannico (n. 1909)
- 29 marzo - Lev Gillet, religioso, filosofo e storico francese (n. 1893)
- 29 marzo - Vicente López Carril, ciclista su strada spagnolo (n. 1942)
- 29 marzo - Annunzio Paolo Mantovani, direttore d'orchestra e arrangiatore italiano (n. 1905)
- 29 marzo - Ildo Meneghetti, politico e ingegnere brasiliano (n. 1895)
- 30 marzo - Tôn Đức Thắng, politico vietnamita (n. 1888)
- 31 marzo - Vladimír Holan, poeta ceco (n. 1905)
- 31 marzo - Jesse Owens, velocista e lunghista statunitense (n. 1913)
- 31 marzo - Giuseppe Zilli, presbitero e giornalista italiano (n. 1921)

## Aprile(94)
- 1º aprile - Concetto Gallo, politico italiano (n. 1913)
- 1º aprile - Avrelij Lukežič, pittore e decoratore italiano (n. 1912)
- 1º aprile - Oscar Murua, pittore guatemalteco (n. 1898)
- 1º aprile - Filippo Prato, allenatore di calcio e calciatore italiano (n. 1910)
- 2 aprile - Edmund Burns, attore statunitense (n. 1892)
- 2 aprile - Pascual De Rogatis, musicista e compositore italiano (n. 1880)
- 3 aprile - Robert Lemaignen, politico francese (n. 1893)
- 3 aprile - Sven Ivar Lind, architetto svedese (n. 1902)
- 4 aprile - Aleksander Ford, regista e sceneggiatore polacco (n. 1908)
- 4 aprile - Richard Brooke Roberts, biologo statunitense (n. 1910)
- 4 aprile - Władysław Tatarkiewicz, filosofo, storico della filosofia e storico dell'arte polacco (n. 1886)
- 4 aprile - Cesare Tumedei, politico e avvocato italiano (n. 1894)
- 5 aprile - Max Brand, compositore austriaco (n. 1896)
- 5 aprile - Franco Levi, giurista italiano (n. 1937)
- 5 aprile - Georges Piot, canottiere francese (n. 1896)
- 6 aprile - Antonio Battistella, attore italiano (n. 1912)
- 6 aprile - Olivier Chevallier, pilota motociclistico francese (n. 1949)
- 6 aprile - Maria Michi, attrice italiana (n. 1921)
- 6 aprile - Frank Saker, canoista canadese (n. 1907)
- 7 aprile - Mariano Alessandroni, calciatore italiano (n. 1900)
- 7 aprile - Armando Miranda, calciatore brasiliano (n. 1939)
- 8 aprile - Varvàra Dolgorouki, scrittrice russa (n. 1885)
- 8 aprile - Teddy Kriegk, allenatore di pallacanestro francese (n. 1895)
- 8 aprile - Vincenzo Pinton, schermidore italiano (n. 1914)
- 8 aprile - Guido Puccio, giornalista, anglista e scrittore italiano (n. 1894)
- 9 aprile - Kathleen Burke, attrice statunitense (n. 1913)
- 10 aprile - Kay Medford, attrice statunitense (n. 1919)
- 10 aprile - Corrado Pavolini, regista, drammaturgo e critico letterario italiano (n. 1898)
- 11 aprile - Charles Borah, velocista statunitense (n. 1905)
- 11 aprile - Mario Ceconi di Montececon, scultore italiano (n. 1893)
- 11 aprile - Lidia Franchetti, artista russa (n. 1899)
- 11 aprile - Charlotte Henry, attrice statunitense (n. 1914)
- 12 aprile - Ruggero Bonomi, generale e aviatore italiano (n. 1898)
- 12 aprile - William R. Tolbert Jr., politico liberiano (n. 1913)
- 12 aprile - Sonja Wigert, attrice norvegese (n. 1913)
- 13 aprile - Josep Ester i Borras, anarchico spagnolo (n. 1913)
- 13 aprile - Michihiko Hachiya, scrittore e medico giapponese (n. 1903)
- 14 aprile - Tom Fadden, attore statunitense (n. 1895)
- 14 aprile - Armando Libianchi, attore e paroliere italiano (n. 1925)
- 14 aprile - Gianni Rodari, scrittore, pedagogista e giornalista italiano (n. 1920)
- 15 aprile - Angelo Ambrosini, aviatore, ingegnere aeronautico e imprenditore italiano (n. 1891)
- 15 aprile - Gerty Archimède, politica e avvocata francese (n. 1909)
- 15 aprile - Raymond Bailey, attore statunitense (n. 1904)
- 15 aprile - Amleto Fabiani, criminale italiano (n. 1947)
- 15 aprile - Paul Langton, attore statunitense (n. 1913)
- 15 aprile - Pablo Olmedo, allenatore di calcio e calciatore spagnolo (n. 1929)
- 15 aprile - Marshall Reed, attore statunitense (n. 1917)
- 15 aprile - Jean-Paul Sartre, filosofo, scrittore e drammaturgo francese (n. 1905)
- 16 aprile - Josef Schmitt, calciatore tedesco (n. 1908)
- 16 aprile - Alf Sjöberg, regista e attore svedese (n. 1903)
- 16 aprile - Morris Stoloff, compositore statunitense (n. 1898)
- 17 aprile - Anna Dengel, medico e missionaria austriaca (n. 1892)
- 17 aprile - Sergio Sagnotti, attore e stuntman italiano (n. 1927)
- 17 aprile - Serafino, italiano (n. 1946)
- 17 aprile - Humberto Tozzi, calciatore brasiliano (n. 1934)
- 18 aprile - Antonio Caponigro, mafioso statunitense (n. 1912)
- 18 aprile - Igino Giordani, scrittore, giornalista e politico italiano (n. 1894)
- 18 aprile - Vasilij Gavrilovič Grabin, ingegnere militare sovietico (n. 1900)
- 19 aprile - Charles Seel, attore statunitense (n. 1897)
- 20 aprile - Rolando Camurri, calciatore italiano (n. 1904)
- 20 aprile - Katherine K. Davis, compositrice, paroliera e insegnante statunitense (n. 1892)
- 20 aprile - Helmut Käutner, regista, sceneggiatore e attore tedesco (n. 1908)
- 20 aprile - Hilde Konetzni, soprano austriaco (n. 1905)
- 20 aprile - Félix Welkenhuysen, calciatore belga (n. 1908)
- 21 aprile - Stanisław Batavia, criminologo polacco (n. 1898)
- 21 aprile - Ľudovít Fulla, pittore, illustratore e scenografo slovacco (n. 1902)
- 21 aprile - Aleksandr Ivanovič Oparin, biochimico russo (n. 1894)
- 21 aprile - Sohrab Sepehri, poeta e pittore persiano (n. 1928)
- 22 aprile - Jane Froman, cantante e attrice statunitense (n. 1907)
- 22 aprile - Alfredo Gaudenzi, pittore, ceramista e giornalista italiano (n. 1908)
- 22 aprile - Decio Scuri, allenatore di pallacanestro e dirigente sportivo italiano (n. 1905)
- 22 aprile - Fritz Strassmann, chimico tedesco (n. 1902)
- 23 aprile - Red Winn, giocatore di poker statunitense (n. 1896)
- 24 aprile - Alejo Carpentier, scrittore, giornalista e critico letterario cubano (n. 1904)
- 25 aprile - Mario Bava, regista, direttore della fotografia e effettista italiano (n. 1914)
- 25 aprile - Giovanni Francia, matematico e fisico italiano (n. 1911)
- 25 aprile - Katia Pringsheim, tedesca (n. 1883)
- 26 aprile - Cicely Courtneidge, attrice britannica (n. 1893)
- 27 aprile - Angelo Cemmi, notaio e politico italiano (n. 1908)
- 27 aprile - Antoni Głowacki, militare e aviatore polacco (n. 1910)
- 27 aprile - Albino Principe, attore, sceneggiatore e regista italiano (n. 1905)
- 27 aprile - Gabi Rosendoren, calciatore israeliano (n. 1947)
- 27 aprile - Giacomo Tomasini, calciatore italiano (n. 1906)
- 28 aprile - Andrija Anković, calciatore croato (n. 1937)
- 28 aprile - Armando Massiglia, calciatore italiano (n. 1911)
- 28 aprile - Carlo Quattrucci, pittore, incisore e scultore italiano (n. 1932)
- 28 aprile - Vittore Ugo Righi, vescovo cattolico e diplomatico italiano (n. 1910)
- 29 aprile - Emilio Barsotti, presbitero, scrittore e partigiano italiano (n. 1890)
- 29 aprile - William Clemens, regista e montatore statunitense (n. 1905)
- 29 aprile - Alfred Hitchcock, regista e produttore cinematografico britannico (n. 1899)
- 29 aprile - Giovanni Host-Venturi, politico, storico e generale italiano (n. 1892)
- 30 aprile - Sigurd Kander, velista svedese (n. 1890)
- 30 aprile - Mary McCarty, attrice e cantante statunitense (n. 1923)
- 30 aprile - Luis Muñoz Marín, poeta, giornalista e politico portoricano (n. 1898)

## Maggio(101)
- 1º maggio - Henry Levin, regista statunitense (n. 1909)
- 1º maggio - Giovanni Migliorini, calciatore italiano (n. 1931)
- 1º maggio - Gaetano Minnucci, ingegnere e architetto italiano (n. 1896)
- 2 maggio - Théophile Alajouanine, neurologo francese (n. 1890)
- 2 maggio - Alioune Diop, letterato e politico senegalese (n. 1910)
- 2 maggio - Luis Legaz Lacambra, giurista, filosofo e sociologo spagnolo (n. 1906)
- 2 maggio - André-Marie Mbida, politico camerunese (n. 1917)
- 2 maggio - George Pal, regista, produttore cinematografico e animatore ungherese (n. 1908)
- 4 maggio - Emanuele Basile, militare italiano (n. 1949)
- 4 maggio - Kay Hammond, attrice inglese (n. 1909)
- 4 maggio - Ernesto Pontieri, storico italiano (n. 1896)
- 4 maggio - Josip Broz Tito, politico, rivoluzionario e militare jugoslavo (n. 1892)
- 5 maggio - Marius Hansen, ginnasta danese (n. 1890)
- 5 maggio - Romolo Landi, politico italiano (n. 1909)
- 6 maggio - Adele Kern, soprano tedesco (n. 1901)
- 6 maggio - Ortensio Pierantozzi, politico italiano (n. 1892)
- 7 maggio - Federico Cafiero, matematico italiano (n. 1914)
- 7 maggio - Margaret Cole, politica e scrittrice inglese (n. 1893)
- 7 maggio - Aoua Kéita, politica e scrittrice maliana (n. 1912)
- 7 maggio - Emilio Manazza, calciatore italiano (n. 1906)
- 8 maggio - Ricardo Rodríguez Álvarez, calciatore spagnolo (n. 1918)
- 8 maggio - Luigi Fenaroli, agronomo italiano (n. 1899)
- 8 maggio - John Head, allenatore di pallacanestro statunitense (n. 1915)
- 8 maggio - Chieko Higashiyama, attrice giapponese (n. 1890)
- 8 maggio - Farrokhroo Parsa, politica, attivista e medico iraniana (n. 1922)
- 8 maggio - Perdigão Queiroga, regista, produttore cinematografico e montatore portoghese (n. 1916)
- 9 maggio - Joseph Breitbach, scrittore tedesco (n. 1903)
- 9 maggio - Lucien Pasteur, calciatore svizzero (n. 1921)
- 10 maggio - Henri Crémieux, attore francese (n. 1896)
- 10 maggio - Emiel Faignaert, ciclista su strada belga (n. 1919)
- 10 maggio - Kálmán Konrád, calciatore e allenatore di calcio ungherese (n. 1896)
- 10 maggio - Leslie Copus Peltier, astronomo statunitense (n. 1900)
- 11 maggio - Kaarlo Mäkinen, lottatore finlandese (n. 1892)
- 11 maggio - Naji Shawkat, politico iracheno (n. 1893)
- 11 maggio - Ferruccio Stefenelli, militare e diplomatico italiano (n. 1898)
- 12 maggio - Alfredo Albanese, poliziotto italiano (n. 1947)
- 12 maggio - Edouard Bovy, calciatore svizzero (n. 1904)
- 12 maggio - Sergio Nannini, politico e agronomo italiano (n. 1906)
- 12 maggio - Bette Nesmith Graham, imprenditrice statunitense (n. 1924)
- 12 maggio - Lillian Roth, cantante e attrice statunitense (n. 1910)
- 13 maggio - Harry Farrell, calciatore statunitense (n. 1902)
- 13 maggio - Otto Umbehr, fotografo e fotoreporter tedesco (n. 1902)
- 13 maggio - Erich Zepler, fisico e compositore di scacchi tedesco (n. 1898)
- 14 maggio - Carl Ebert, attore, regista e direttore teatrale tedesco (n. 1887)
- 14 maggio - Hugh Griffith, attore gallese (n. 1912)
- 14 maggio - Julien Moineau, ciclista su strada francese (n. 1903)
- 14 maggio - Xiro Papas, attore e produttore cinematografico italiano (n. 1933)
- 14 maggio - Riccardo Walter, politico e partigiano italiano (n. 1895)
- 15 maggio - Lela Bliss, attrice statunitense (n. 1896)
- 15 maggio - Albertino Castellucci, politico italiano (n. 1910)
- 15 maggio - Jóhann Hafstein, politico islandese (n. 1915)
- 15 maggio - Len Lye, artista neozelandese (n. 1901)
- 15 maggio - Augusto Masetto, calciatore italiano (n. 1908)
- 15 maggio - Umberto Scarpelli, regista e sceneggiatore italiano (n. 1904)
- 15 maggio - Ian Scott, ciclista su strada britannico (n. 1915)
- 16 maggio - Izis Bidermanas, fotoreporter e fotografo lituano (n. 1911)
- 16 maggio - José Calvo, attore spagnolo (n. 1916)
- 16 maggio - Corrado Mingo, arcivescovo cattolico italiano (n. 1901)
- 16 maggio - Marin Preda, scrittore e poeta rumeno (n. 1922)
- 16 maggio - Secondo Roggero, allenatore di calcio e calciatore italiano (n. 1910)
- 17 maggio - Suzanne Amblard, tennista francese (n. 1896)
- 17 maggio - Ernst Blum, calciatore tedesco (n. 1904)
- 17 maggio - Piero Castello, calciatore italiano (n. 1907)
- 17 maggio - Gündüz Kılıç, allenatore di calcio e calciatore turco (n. 1918)
- 17 maggio - Amos du Plooy, rugbista a 15, allenatore di rugby a 15 e dirigente sportivo sudafricano (n. 1921)
- 18 maggio - Ian Curtis, cantautore britannico (n. 1956)
- 18 maggio - David Alexander Johnston, vulcanologo statunitense (n. 1949)
- 18 maggio - Giuseppe Sotgiu, avvocato, giurista e politico italiano (n. 1902)
- 19 maggio - Pino Amato, politico italiano (n. 1930)
- 19 maggio - Gustavo Le Paige, religioso e archeologo cileno (n. 1903)
- 19 maggio - Ray Rennahan, direttore della fotografia statunitense (n. 1896)
- 20 maggio - Vladimir Nikanorov, calciatore e hockeista su ghiaccio sovietico (n. 1917)
- 20 maggio - Mauro Reggiani, pittore italiano (n. 1897)
- 21 maggio - Hiroshi Inagaki, regista cinematografico giapponese (n. 1905)
- 21 maggio - Ida Kamińska, attrice cinematografica polacca (n. 1899)
- 21 maggio - Glenn Roberts, cestista statunitense (n. 1912)
- 21 maggio - Omar Sahnoun, calciatore francese (n. 1955)
- 22 maggio - Guido Cristoffanini, compositore di scacchi italiano (n. 1908)
- 22 maggio - Italo Fratezzi, allenatore di calcio e calciatore brasiliano (n. 1906)
- 22 maggio - Fernando Lancioni, allenatore di calcio e calciatore italiano (n. 1909)
- 23 maggio - Larysa Aleksandroŭskaja, soprano, regista teatrale e politica bielorussa (n. 1904)
- 23 maggio - Terry Furlow, cestista statunitense (n. 1954)
- 23 maggio - Carlo Lombardi, politico italiano (n. 1899)
- 24 maggio - Pascoal Carlos Magno, attore teatrale, drammaturgo e regista teatrale brasiliano (n. 1906)
- 24 maggio - Nino Costantini, calciatore italiano (n. 1921)
- 24 maggio - Kim Jae-gyu, militare e agente segreto sudcoreano (n. 1926)
- 24 maggio - Santos Moro Briz, vescovo cattolico spagnolo (n. 1888)
- 25 maggio - Marquard Slevogt, hockeista su ghiaccio tedesco (n. 1909)
- 25 maggio - Carlo Striccoli, pittore italiano (n. 1897)
- 26 maggio - Emil Ochyra, schermidore polacco (n. 1936)
- 27 maggio - Feliks Efimovič Mironer, regista sovietico (n. 1927)
- 28 maggio - Henriette Lannes, mistica e scrittrice francese (n. 1899)
- 28 maggio - Rolf Nevanlinna, matematico finlandese (n. 1895)
- 28 maggio - Walter Tobagi, giornalista e scrittore italiano (n. 1947)
- 29 maggio - Albert Beckaert, ciclista su strada belga (n. 1910)
- 29 maggio - Ragnar Gustavsson, calciatore svedese (n. 1907)
- 30 maggio - László Kalmár, regista e sceneggiatore ungherese (n. 1900)
- 30 maggio - Carl Radle, bassista statunitense (n. 1942)
- 30 maggio - Tu Guangqi, regista e sceneggiatore cinese (n. 1914)
- 31 maggio - Sonny Burke, compositore, musicista e produttore discografico statunitense (n. 1914)
- 31 maggio - Juliusz Miller, calciatore polacco (n. 1895)

## Giugno(109)
- 1º giugno - Rube Marquard, giocatore di baseball e allenatore di baseball statunitense (n. 1886)
- 1º giugno - Giulio Masseroni, pittore italiano (n. 1900)
- 1º giugno - Arthur C. Nielsen, ingegnere statunitense (n. 1897)
- 2 giugno - Mario Loetti, allenatore di calcio e calciatore italiano (n. 1909)
- 2 giugno - Vasja Pirc, scacchista jugoslavo (n. 1907)
- 3 giugno - Naum Achiezer, matematico sovietico (n. 1901)
- 3 giugno - Fred Beir, attore statunitense (n. 1927)
- 3 giugno - Antonio Chionna, carabiniere italiano (n. 1930)
- 3 giugno - Preston Holder, fotografo e archeologo statunitense (n. 1907)
- 3 giugno - Michelangelo Pira, giornalista, antropologo e scrittore italiano (n. 1928)
- 4 giugno - Francisco Broch Llop, scultore e linguista spagnolo (n. 1884)
- 4 giugno - Tommaso Corsini, politico italiano (n. 1903)
- 4 giugno - Arnold Gartmann, bobbista svizzero (n. 1904)
- 4 giugno - Leopold Kielholz, calciatore e allenatore di calcio svizzero (n. 1911)
- 4 giugno - Franco Li Causi, compositore italiano (n. 1917)
- 4 giugno - Josef Mirschitzka, calciatore austriaco (n. 1914)
- 4 giugno - Giuseppe Moreali, medico e scrittore italiano (n. 1895)
- 4 giugno - Orsino Orsini, giornalista e numismatico italiano (n. 1900)
- 4 giugno - Gloria Saunders, attrice statunitense (n. 1927)
- 5 giugno - Axel Åkerblom, compositore di scacchi svedese (n. 1904)
- 5 giugno - Giorgio Amendola, partigiano, scrittore e politico italiano (n. 1907)
- 5 giugno - Caro Caratti, pittore italiano (n. 1895)
- 5 giugno - William Seagrove, mezzofondista britannico (n. 1898)
- 6 giugno - Gualtiero De Angelis, attore e doppiatore italiano (n. 1899)
- 7 giugno - Richard Bonelli, baritono statunitense (n. 1889)
- 7 giugno - Philip Guston, pittore statunitense (n. 1913)
- 7 giugno - Salvator Gotta, scrittore italiano (n. 1887)
- 7 giugno - Henry Miller, scrittore, pittore e saggista statunitense (n. 1891)
- 7 giugno - Adalgisa Nery, poetessa, giornalista e politica brasiliana (n. 1905)
- 7 giugno - Marian Spychalski, architetto, generale e politico polacco (n. 1906)
- 8 giugno - Brilhante, calciatore brasiliano (n. 1904)
- 8 giugno - Ernst Busch, attore, regista e cantante tedesco (n. 1900)
- 8 giugno - Bruno Salvadori, giornalista e politico italiano (n. 1942)
- 8 giugno - Greta Schröder, attrice tedesca (n. 1892)
- 9 giugno - Miguel Capuccini, calciatore uruguaiano (n. 1904)
- 9 giugno - Renato Donati, militare e aviatore italiano (n. 1894)
- 9 giugno - Paul Kaiser, calciatore svizzero (n. 1892)
- 9 giugno - Franciszek Misztal, ingegnere polacco (n. 1901)
- 9 giugno - Cvjetko Popović, rivoluzionario serbo (n. 1896)
- 9 giugno - Keith Whitehead, pallanuotista australiano (n. 1931)
- 10 giugno - Antonio Cece, vescovo cattolico italiano (n. 1914)
- 10 giugno - Antonio Cetti, calciatore italiano (n. 1900)
- 10 giugno - Floyd Ebaugh, cestista statunitense (n. 1914)
- 11 giugno - Wolfgang Ehrl, lottatore tedesco (n. 1912)
- 11 giugno - Frank Murphy, astista statunitense (n. 1889)
- 11 giugno - Ángel Sanz Briz, diplomatico spagnolo (n. 1910)
- 11 giugno - Michal Schmuck, pallanuotista cecoslovacco (n. 1909)
- 11 giugno - Giuseppe Valarioti, politico e attivista italiano (n. 1950)
- 12 giugno - James A. FitzPatrick, regista, sceneggiatore e produttore cinematografico statunitense (n. 1894)
- 12 giugno - Egon Pearson, statistico britannico (n. 1895)
- 12 giugno - Masayoshi Ōhira, politico giapponese (n. 1910)
- 13 giugno - Ernesto Dalla Libera, presbitero italiano (n. 1884)
- 13 giugno - Luigi Monti, aviatore italiano (n. 1911)
- 13 giugno - Walter Rodney, storico e politico guyanese (n. 1942)
- 13 giugno - Erna Stahl, pedagoga e antifascista tedesca (n. 1900)
- 13 giugno - Carlos Torres Pastorino, presbitero, scrittore e conduttore radiofonico brasiliano (n. 1910)
- 14 giugno - Ezio Battistella, politico italiano (n. 1914)
- 14 giugno - Cosma Spessotto, presbitero e francescano italiano (n. 1923)
- 14 giugno - Antonio Zidarich, calciatore italiano (n. 1921)
- 15 giugno - Umberto Lilloni, pittore italiano (n. 1898)
- 15 giugno - Sergio Pignedoli, cardinale e arcivescovo cattolico italiano (n. 1910)
- 16 giugno - Benoît Faure, ciclista su strada e pistard francese (n. 1899)
- 17 giugno - Robert Jacquinot, ciclista su strada francese (n. 1893)
- 17 giugno - Furio Jesi, storico, critico letterario e saggista italiano (n. 1941)
- 18 giugno - Doris Davenport, attrice statunitense (n. 1917)
- 18 giugno - Terence Fisher, regista britannico (n. 1904)
- 18 giugno - Auguste Grimault, vescovo cattolico e missionario francese (n. 1883)
- 18 giugno - Kazimierz Kuratowski, matematico polacco (n. 1896)
- 18 giugno - André Leducq, ciclista su strada francese (n. 1904)
- 18 giugno - Carlos Servetti, calciatore uruguaiano (n. 1914)
- 18 giugno - Michel Vaucaire, paroliere francese (n. 1904)
- 19 giugno - Torcuato Fernández-Miranda Hevia, politico spagnolo (n. 1915)
- 19 giugno - Jijé, fumettista belga (n. 1914)
- 19 giugno - Giovanni Martinelli, politico italiano (n. 1919)
- 20 giugno - Vincenzo Guarniera, militare e partigiano italiano (n. 1906)
- 20 giugno - Allan Pettersson, compositore svedese (n. 1911)
- 21 giugno - Bert Kaempfert, direttore d'orchestra, compositore e polistrumentista tedesco (n. 1923)
- 21 giugno - Francesco Patanè, pittore e scultore italiano (n. 1902)
- 21 giugno - Giulia Schucht, violinista e insegnante russa (n. 1896)
- 22 giugno - Adriano Foscari, ammiraglio e marinaio italiano (n. 1904)
- 22 giugno - Giovanni Losardo, politico italiano (n. 1926)
- 22 giugno - Dīmītrīs Partsalidīs, politico greco (n. 1905)
- 22 giugno - Luigi Ugolini, scrittore e giornalista italiano (n. 1891)
- 23 giugno - Mario Amato, magistrato italiano (n. 1937)
- 23 giugno - Mario Del Cittadino, calciatore italiano (n. 1907)
- 23 giugno - Sanjay Gandhi, politico indiano (n. 1946)
- 23 giugno - Kishan Lal, hockeista su prato indiano (n. 1917)
- 23 giugno - John Laurie, attore scozzese (n. 1897)
- 23 giugno - Jan Smeekens, sollevatore olandese (n. 1920)
- 23 giugno - Alberto Soria, calciatore peruviano (n. 1906)
- 23 giugno - Clyfford Still, pittore statunitense (n. 1904)
- 23 giugno - Odile Versois, attrice francese (n. 1930)
- 24 giugno - Giuseppe Ambrosini, giornalista e arbitro di calcio italiano (n. 1886)
- 24 giugno - Connie Berry, giocatore di football americano e cestista statunitense (n. 1915)
- 24 giugno - Boris Kaufman, direttore della fotografia russo (n. 1897)
- 24 giugno - George Milburn, allenatore di calcio e calciatore inglese (n. 1910)
- 26 giugno - Ignazio Giacomo III, iracheno (n. 1913)
- 27 giugno - Barney Bigard, clarinettista, sassofonista e compositore statunitense (n. 1906)
- 27 giugno - Walter Dornberger, militare tedesco (n. 1895)
- 28 giugno - Francesco Arnaldi, latinista e lessicografo italiano (n. 1897)
- 28 giugno - Helen Gahagan Douglas, attrice e politica statunitense (n. 1900)
- 28 giugno - José Iturbi, pianista, clavicembalista e direttore d'orchestra spagnolo (n. 1895)
- 28 giugno - Keijo Liinamaa, politico e avvocato finlandese (n. 1929)
- 28 giugno - Warren Simpson, giocatore di snooker australiano
- 29 giugno - Jorge Basadre, storico peruviano (n. 1903)
- 30 giugno - Giovanni Amati, produttore cinematografico e imprenditore italiano (n. 1905)
- 30 giugno - Virginia Brown Faire, attrice statunitense (n. 1904)
- 30 giugno - Thomas Browne Henry, attore statunitense (n. 1907)
- 30 giugno - Walter Max Zimmermann, biologo e botanico tedesco (n. 1892)

## Luglio(103)
- 1º luglio - Mario De Luca, economista italiano (n. 1908)
- 1º luglio - Charles Percy Snow, scrittore e fisico inglese (n. 1905)
- 1º luglio - Tadao Takayama, calciatore giapponese (n. 1904)
- 2 luglio - Alfonso Ricciardi, dirigente sportivo, allenatore di calcio e calciatore italiano (n. 1913)
- 3 luglio - Deng Hua, politico e generale cinese (n. 1910)
- 3 luglio - Carlo Montrasio, calciatore italiano (n. 1907)
- 4 luglio - Gregory Bateson, antropologo, sociologo e psicologo britannico (n. 1904)
- 4 luglio - Friedrich Tamms, architetto tedesco (n. 1904)
- 4 luglio - Pedro Vallana, calciatore, allenatore di calcio e arbitro di calcio spagnolo (n. 1897)
- 4 luglio - Charles Van Enger, direttore della fotografia statunitense (n. 1890)
- 5 luglio - Ettore Carruccio, storico della scienza, logico e matematico italiano (n. 1908)
- 5 luglio - Franco D'Achiardi, compositore italiano (n. 1900)
- 5 luglio - Giorgio Amelio Roccamonte, scultore italiano (n. 1927)
- 6 luglio - Bayard Taylor Horton, medico statunitense (n. 1895)
- 6 luglio - Gail Patrick, attrice cinematografica e produttrice televisiva statunitense (n. 1911)
- 6 luglio - Augusto Talamona, politico italiano (n. 1920)
- 7 luglio - Reginald Gardiner, attore inglese (n. 1903)
- 7 luglio - Gorham Getchell, cestista, allenatore di pallacanestro e giocatore di football americano statunitense (n. 1920)
- 7 luglio - Dmitrij Aleksandrovič Romanov, russo (n. 1901)
- 7 luglio - Dore Schary, sceneggiatore e produttore cinematografico statunitense (n. 1905)
- 7 luglio - Dan White, attore statunitense (n. 1908)
- 7 luglio - Wilhelm Zoepf, militare tedesco (n. 1908)
- 8 luglio - Rudolf Creutz, generale austriaco (n. 1896)
- 8 luglio - Hans-Joachim Schoeps, storico e filosofo tedesco (n. 1909)
- 8 luglio - Sister Gertrude Morgan, pittrice, musicista e predicatrice statunitense (n. 1900)
- 9 luglio - Arend Heyting, matematico e logico olandese (n. 1898)
- 9 luglio - Juan Larrea, scrittore e poeta spagnolo (n. 1895)
- 9 luglio - Vinícius de Moraes, poeta, cantautore e drammaturgo brasiliano (n. 1913)
- 10 luglio - Carlo Cotti, pittore e restauratore svizzero (n. 1903)
- 10 luglio - Komako Kimura, attrice, danzatrice e editrice giapponese (n. 1887)
- 10 luglio - Joseph Krumgold, scrittore e sceneggiatore statunitense (n. 1908)
- 10 luglio - Grigorij Novak, sollevatore sovietico (n. 1919)
- 10 luglio - Alfredo Sivocci, ciclista su strada e dirigente sportivo italiano (n. 1891)
- 11 luglio - Zygmunt Berling, generale e politico polacco (n. 1896)
- 11 luglio - Peggy Knudsen, attrice statunitense (n. 1923)
- 11 luglio - Shellie McMillon, cestista statunitense (n. 1936)
- 11 luglio - Marcello Pellarin, allenatore di calcio e calciatore italiano (n. 1910)
- 11 luglio - Mario Schisa, pianista e compositore italiano (n. 1906)
- 12 luglio - Mario Medda, pentatleta italiano (n. 1943)
- 12 luglio - Arsène Mersch, ciclista su strada e ciclocrossista lussemburghese (n. 1913)
- 13 luglio - Juan García Oliver, rivoluzionario e anarchico spagnolo (n. 1902)
- 13 luglio - Seretse Khama, politico botswano (n. 1921)
- 14 luglio - Salvatore Russo, politico italiano (n. 1899)
- 15 luglio - Ben Selvin, musicista, direttore d'orchestra e produttore discografico statunitense (n. 1898)
- 15 luglio - Paul Valcke, schermidore belga (n. 1914)
- 16 luglio - William Chalmers, allenatore di calcio e calciatore scozzese (n. 1907)
- 16 luglio - Hubert Jedin, storico e presbitero tedesco (n. 1900)
- 17 luglio - Don "Red" Barry, attore statunitense (n. 1910)
- 17 luglio - Boris Nikolaevič Delone, matematico sovietico (n. 1890)
- 17 luglio - Francesco Ferrari, politico italiano (n. 1893)
- 17 luglio - Roberto Goitre, direttore di coro, compositore e docente italiano (n. 1927)
- 17 luglio - Alan Mansfield, avvocato australiano (n. 1902)
- 17 luglio - Marcelo Quiroga Santa Cruz, politico boliviano (n. 1931)
- 17 luglio - Česlavs Stančiks, calciatore lettone (n. 1896)
- 18 luglio - Silvio Griggio, dirigente sportivo e calciatore italiano (n. 1906)
- 19 luglio - Nihat Erim, politico turco (n. 1912)
- 19 luglio - Wataru Ishijima, paleontologo e geologo giapponese (n. 1906)
- 20 luglio - Piet Bouman, calciatore olandese (n. 1892)
- 20 luglio - Gerard Croiset, sensitivo olandese (n. 1909)
- 20 luglio - Dino Luperi, calciatore italiano (n. 1898)
- 20 luglio - Oszkár Vilezsál, allenatore di calcio e calciatore ungherese (n. 1930)
- 20 luglio - Roger de Vilmorin, botanico e genetista francese (n. 1905)
- 21 luglio - Wilson Pinheiro, sindacalista, politico e ambientalista brasiliano (n. 1933)
- 21 luglio - Salah al-Din al-Bitar, politico siriano (n. 1912)
- 22 luglio - Sigfrido Burmann, scenografo e decoratore spagnolo (n. 1891)
- 22 luglio - Pierre Coquelin de Lisle, tiratore a segno francese (n. 1900)
- 22 luglio - Leonia Milito, religiosa italiana (n. 1913)
- 22 luglio - Raimondo Piredda, poeta e scrittore italiano (n. 1916)
- 22 luglio - Ali Akbar Tabatabaei, funzionario iraniano (n. 1930)
- 23 luglio - Fred Kaps, illusionista olandese (n. 1926)
- 23 luglio - Alfonso Comin, ingegnere spagnolo (n. 1933)
- 23 luglio - Mario Fantin, alpinista e regista italiano (n. 1921)
- 23 luglio - George Johnson, generale britannico (n. 1903)
- 23 luglio - Mollie Steimer, attivista, scrittrice e fotografa sovietica (n. 1897)
- 23 luglio - Franco Tognini, ginnasta italiano (n. 1907)
- 24 luglio - Davis Grubb, scrittore statunitense (n. 1919)
- 24 luglio - Uttam Kumar, attore, regista e produttore cinematografico indiano (n. 1926)
- 24 luglio - Ubaldo Lopardi, politico italiano (n. 1913)
- 24 luglio - Francesco Morando, calciatore italiano (n. 1897)
- 24 luglio - Peter Sellers, attore, sceneggiatore e regista britannico (n. 1925)
- 25 luglio - Erich Fuchs, funzionario tedesco (n. 1902)
- 25 luglio - Euphemia Haynes, matematica e educatrice statunitense (n. 1890)
- 25 luglio - Giovanni Battista Marini, poeta italiano (n. 1902)
- 25 luglio - Vladimir Semënovič Vysockij, cantautore, attore e poeta sovietico (n. 1938)
- 26 luglio - François Louis Ganshof, storico belga (n. 1895)
- 26 luglio - Allen Hoskins, attore statunitense (n. 1920)
- 26 luglio - Federico Munerati, calciatore e allenatore di calcio italiano (n. 1901)
- 26 luglio - Fritz Müller, geologo svizzero (n. 1926)
- 26 luglio - Kenneth Tynan, critico teatrale britannico (n. 1927)
- 27 luglio - Rushdy Abaza, attore, sceneggiatore e produttore cinematografico egiziano (n. 1926)
- 27 luglio - Mohammad Reza Pahlavi, persiano (n. 1919)
- 28 luglio - Gino Avena, ingegnere e architetto italiano (n. 1898)
- 28 luglio - Adolfo Grosso, ciclista su strada e pistard italiano (n. 1927)
- 28 luglio - Francesco Ricceri, vescovo cattolico italiano (n. 1903)
- 28 luglio - Linuccia Saba, pittrice e letterata italiana (n. 1910)
- 28 luglio - Haydée Santamaría, guerrigliera e politica cubana (n. 1922)
- 29 luglio - Filipp Ivanovič Golikov, generale e politico sovietico (n. 1900)
- 29 luglio - Georg Graf von Plettenberg, militare tedesco (n. 1918)
- 29 luglio - Eduardo Rovira, musicista e compositore argentino (n. 1925)
- 30 luglio - Charles McGraw, attore statunitense (n. 1914)
- 31 luglio - Pascual Jordan, fisico e matematico tedesco (n. 1902)
- 31 luglio - Mohammed Rafi, cantante indiano (n. 1924)
- 31 luglio - Bobby Van, attore e ballerino statunitense (n. 1928)

## Agosto(109)
- 1º agosto - Vincenzo Bianco, politico, antifascista e giornalista italiano (n. 1898)
- 1º agosto - Patrick Depailler, pilota automobilistico francese (n. 1944)
- 1º agosto - Strother Martin, attore statunitense (n. 1919)
- 1º agosto - Michele Genovese, attore e comico italiano (n. 1907)
- 1º agosto - Frode Sørensen, ciclista su strada danese (n. 1912)
- 1º agosto - Clare West, costumista statunitense (n. 1889)
- 2 agosto - Gigi Ballista, attore italiano (n. 1918)
- 2 agosto - Page Belcher, politico e avvocato statunitense (n. 1889)
- 2 agosto - Donald Ogden Stewart, scrittore e sceneggiatore statunitense (n. 1894)
- 2 agosto - Taulero Zulberti, giornalista, scrittore e traduttore italiano (n. 1896)
- 3 agosto - Dionýz Ilkovič, fisico e chimico slovacco (n. 1907)
- 3 agosto - Augusto Vanarelli, pittore, scultore e designer italiano (n. 1913)
- 4 agosto - Giovanni Bolzoni, allenatore di calcio e calciatore italiano (n. 1905)
- 4 agosto - Willis D. Crittenberger, generale statunitense (n. 1890)
- 4 agosto - Duke Pearson, pianista e compositore statunitense (n. 1932)
- 4 agosto - Vicente de la Mata, calciatore argentino (n. 1918)
- 5 agosto - Pietro Genovesi, calciatore e allenatore di calcio italiano (n. 1902)
- 5 agosto - Andrea Ghetti, presbitero, educatore e attivista italiano (n. 1912)
- 5 agosto - Joachim Hämmerling, biologo danese (n. 1901)
- 5 agosto - José María Puig, pallanuotista spagnolo (n. 1903)
- 5 agosto - Carlo Tamberlani, attore italiano (n. 1899)
- 6 agosto - Gaetano Costa, partigiano e magistrato italiano (n. 1916)
- 6 agosto - Rodolfo Crespi, attore argentino (n. 1921)
- 6 agosto - Marino Marini, artista, scultore e pittore italiano (n. 1901)
- 7 agosto - Kurt Eimann, militare tedesco (n. 1899)
- 8 agosto - Romano Caneva, pugile italiano (n. 1904)
- 8 agosto - David Mercer, drammaturgo e sceneggiatore britannico (n. 1928)
- 9 agosto - Jacqueline Cochran, aviatrice statunitense (n. 1906)
- 9 agosto - Silvio Finotto, calciatore italiano (n. 1913)
- 9 agosto - Elliott Nugent, regista, attore e sceneggiatore statunitense (n. 1896)
- 10 agosto - Gareth Evans, filosofo inglese (n. 1946)
- 10 agosto - Yahya Khan, generale e politico pakistano (n. 1917)
- 11 agosto - Adele Bonolis, attivista italiana (n. 1909)
- 11 agosto - Ippolito Cortellessa, militare italiano (n. 1930)
- 11 agosto - Pietro Cuzzoli, militare italiano (n. 1949)
- 11 agosto - Willi Forst, regista, attore e cantante austriaco (n. 1903)
- 11 agosto - Mario Ghisalberti, librettista italiano (n. 1902)
- 11 agosto - Nicola Reale, magistrato italiano (n. 1901)
- 12 agosto - Siegfried Borries, violinista e docente tedesco (n. 1912)
- 12 agosto - Nino Dal Fabbro, attore, doppiatore e regista italiano (n. 1923)
- 12 agosto - Billy Hartill, calciatore inglese (n. 1905)
- 12 agosto - Patrick Pons, pilota motociclistico francese (n. 1952)
- 13 agosto - Leonas Juozapaitis, calciatore lituano (n. 1901)
- 13 agosto - Vito Lipari, politico italiano (n. 1938)
- 13 agosto - Pietro Piovani, filosofo italiano (n. 1922)
- 13 agosto - Eqrem Çabej, linguista albanese (n. 1908)
- 14 agosto - Diego Fabbri, drammaturgo, sceneggiatore e saggista italiano (n. 1911)
- 14 agosto - Paolo Farneti, saggista italiano (n. 1936)
- 14 agosto - Chick Hannan, attore statunitense (n. 1901)
- 14 agosto - Paul Snider, fotografo canadese (n. 1951)
- 14 agosto - Dorothy Stratten, modella e attrice canadese (n. 1960)
- 14 agosto - Marion Zinderstein, tennista statunitense (n. 1896)
- 15 agosto - Giovanni Astegiano, biatleta italiano (n. 1940)
- 15 agosto - Luigi Casaril, presbitero italiano (n. 1883)
- 15 agosto - Saeed Mehdiyoun, generale iraniano (n. 1928)
- 15 agosto - William Hood Simpson, generale statunitense (n. 1888)
- 16 agosto - Antonio D'Auria, politico italiano (n. 1928)
- 16 agosto - Jacques Faucherre, cestista francese (n. 1920)
- 16 agosto - Antonio Fayenz, calciatore italiano (n. 1899)
- 16 agosto - Sebastiano Fulci, politico italiano (n. 1901)
- 16 agosto - Jean Touzet du Vigier, generale francese (n. 1888)
- 17 agosto - Gwen Bristow, attrice, sceneggiatrice e giornalista statunitense (n. 1903)
- 18 agosto - Immirù Hailé Selassié, militare e diplomatico etiope (n. 1892)
- 18 agosto - Harold Kitching, canottiere britannico (n. 1885)
- 18 agosto - Domingos Monteiro, avvocato, poeta e scrittore portoghese (n. 1903)
- 19 agosto - Adriano Barcelloni Corte, ingegnere, urbanista e politico italiano (n. 1888)
- 19 agosto - Ēriks Bēze, calciatore lettone (n. 1910)
- 19 agosto - Otto Frank, dirigente d'azienda tedesco (n. 1889)
- 19 agosto - Sadi Gülçelik, cestista turco (n. 1929)
- 20 agosto - Celestina Bottego, religiosa statunitense (n. 1895)
- 20 agosto - Joe Dassin, cantante e compositore statunitense (n. 1938)
- 20 agosto - Wolfgang Gröbner, matematico austriaco (n. 1899)
- 21 agosto - Jennifer Nicks, pattinatrice artistica su ghiaccio britannica (n. 1932)
- 21 agosto - Gilbert Warrenton, direttore della fotografia statunitense (n. 1894)
- 22 agosto - Gabriel González Videla, politico cileno (n. 1898)
- 22 agosto - James Smith McDonnell, aviatore statunitense (n. 1899)
- 22 agosto - Cosmé McMoon, pianista messicano (n. 1901)
- 22 agosto - Alfred Neubauer, dirigente sportivo austriaco (n. 1891)
- 22 agosto - Kishore Sahu, regista, sceneggiatore e produttore cinematografico indiano (n. 1915)
- 22 agosto - Ruth Stout, scrittrice statunitense (n. 1884)
- 22 agosto - Umberto Tommasini, anarchico italiano (n. 1896)
- 23 agosto - Antonio Cassi Ramelli, architetto italiano (n. 1905)
- 23 agosto - Cosimo Di Ceglie, chitarrista e polistrumentista italiano (n. 1913)
- 23 agosto - Gerhard Hanappi, calciatore e architetto austriaco (n. 1929)
- 24 agosto - Enzo Evangelisti, glottologo italiano (n. 1920)
- 24 agosto - Yootha Joyce, attrice britannica (n. 1927)
- 24 agosto - Herbert Panse, calciatore tedesco (n. 1914)
- 24 agosto - André Parrot, archeologo francese (n. 1901)
- 24 agosto - Friedrich Schürr, linguista austriaco (n. 1888)
- 25 agosto - Gower Champion, ballerino, coreografo e attore statunitense (n. 1919)
- 26 agosto - Rosa Albach-Retty, attrice austriaca (n. 1874)
- 26 agosto - Tex Avery, regista, animatore e doppiatore statunitense (n. 1908)
- 26 agosto - Jimmy Forrest, sassofonista statunitense (n. 1920)
- 26 agosto - Miliza Korjus, soprano e attrice estone (n. 1909)
- 26 agosto - Victor Lebow, dirigente d'azienda, saggista e attivista statunitense (n. 1902)
- 26 agosto - Lucy Morton, nuotatrice britannica (n. 1898)
- 27 agosto - Mario Angiolini, calciatore italiano (n. 1911)
- 27 agosto - Douglas Kenney, scrittore, sceneggiatore e produttore cinematografico statunitense (n. 1946)
- 28 agosto - Carmelo Iannì, imprenditore italiano (n. 1934)
- 28 agosto - Boris Tišin, pugile sovietico (n. 1929)
- 29 agosto - Franco Basaglia, psichiatra e neurologo italiano (n. 1924)
- 29 agosto - Louis Darquier de Pellepoix, giornalista e politico francese (n. 1897)
- 30 agosto - Wanda Capodaglio, attrice italiana (n. 1889)
- 30 agosto - Franco Enriquez, regista teatrale e regista televisivo italiano (n. 1927)
- 30 agosto - Firmino Palmieri, fotografo italiano (n. 1939)
- 31 agosto - Dahmane El Harrachi, musicista algerino (n. 1926)
- 31 agosto - Tom Godwin, autore di fantascienza statunitense (n. 1915)
- 31 agosto - Enrique Pardo, dirigente sportivo argentino
- 31 agosto - Giovanni Battista Stucchi, partigiano, politico e avvocato italiano (n. 1899)

## Settembre(96)
- 1º settembre - Antonio Dazzi, politico e diplomatico italiano (n. 1905)
- 1º settembre - Enrico Galassi, pittore, architetto e poeta italiano (n. 1907)
- 1º settembre - Alessandro Perrone, editore, giornalista e cavaliere italiano (n. 1920)
- 2 settembre - Marcel Ciampi, pianista francese (n. 1891)
- 2 settembre - Richard Hanke, calciatore tedesco (n. 1910)
- 2 settembre - Claude Ménard, altista francese (n. 1906)
- 2 settembre - Josef Wendl, calciatore tedesco (n. 1906)
- 3 settembre - Antonio Corazza, pittore e scenografo italiano (n. 1929)
- 3 settembre - Barbara O'Neil, attrice statunitense (n. 1910)
- 3 settembre - Duncan Renaldo, attore rumeno (n. 1904)
- 3 settembre - Fabian von Schlabrendorff, giurista e militare tedesco (n. 1907)
- 4 settembre - Ėrast Pavlovič Garin, regista cinematografico sovietico (n. 1902)
- 4 settembre - Walter Kaufmann, filosofo, traduttore e poeta tedesco (n. 1921)
- 5 settembre - Adrian Bell, giornalista inglese (n. 1901)
- 5 settembre - Antenor Francisco de Vasconcelos Horta, allenatore di pallacanestro brasiliano (n. 1925)
- 5 settembre - Barbara Loden, attrice, sceneggiatrice e regista statunitense (n. 1932)
- 5 settembre - Orfeo Paroli, canottiere italiano (n. 1906)
- 5 settembre - Fulvio Suvich, politico e diplomatico italiano (n. 1887)
- 6 settembre - Joe Bradford, calciatore inglese (n. 1901)
- 6 settembre - Stefano Castronovo, religioso italiano (n. 1919)
- 6 settembre - Johanna Ehrenstrasser, modella austriaca (n. 1939)
- 6 settembre - Christopher Michael Maltby, generale britannico (n. 1891)
- 7 settembre - Bessie Allison Buchanan, politica, ballerina e cantante statunitense (n. 1902)
- 7 settembre - Hasan Balyuzi, iraniano (n. 1908)
- 7 settembre - Sedad Hakkı Eldem, architetto turco (n. 1908)
- 7 settembre - Arvella Gray, cantante e chitarrista statunitense (n. 1906)
- 7 settembre - Rodolfo Melani, calciatore italiano (n. 1899)
- 8 settembre - Maurice Genevoix, scrittore francese (n. 1890)
- 8 settembre - Bob Hassmiller, cestista statunitense (n. 1916)
- 8 settembre - Willard Frank Libby, chimico statunitense (n. 1908)
- 8 settembre - Gabriele Marzano, archeologo e avvocato italiano (n. 1894)
- 8 settembre - Ignazio Serra, politico e avvocato italiano (n. 1903)
- 9 settembre - Ignacio Agirrezabala, calciatore e imprenditore spagnolo (n. 1909)
- 9 settembre - Marcelino Agirrezabala, calciatore spagnolo (n. 1902)
- 9 settembre - Harold Clurman, regista teatrale e critico teatrale statunitense (n. 1901)
- 9 settembre - José de Anchieta Fontana, calciatore brasiliano (n. 1940)
- 9 settembre - Aleksander Jabłoński, fisico polacco (n. 1898)
- 9 settembre - Patrick W. Skehan, linguista statunitense (n. 1909)
- 10 settembre - Friedrich Hossbach, generale tedesco (n. 1894)
- 10 settembre - Ovidio Sarra, musicista, direttore d'orchestra e compositore italiano (n. 1923)
- 12 settembre - André Chéron, scacchista e compositore di scacchi francese (n. 1895)
- 12 settembre - Hans Trier Hansen, ginnasta danese (n. 1893)
- 12 settembre - Adolfo Mandosso, calciatore italiano (n. 1904)
- 12 settembre - Lillian Randolph, attrice, doppiatrice e cantante statunitense (n. 1898)
- 12 settembre - Nino Ravasini, compositore italiano (n. 1900)
- 13 settembre - Franco Giuseppucci, criminale italiano (n. 1947)
- 13 settembre - Joseph Suder, compositore e direttore d'orchestra tedesco (n. 1892)
- 14 settembre - José María Gil-Robles y Quiñones, politico spagnolo (n. 1898)
- 14 settembre - Domingo Gómez-Acedo, calciatore spagnolo (n. 1898)
- 15 settembre - Harold Brown, cestista e allenatore di pallacanestro statunitense (n. 1923)
- 15 settembre - Bill Evans, pianista e compositore statunitense (n. 1929)
- 15 settembre - Roberto Moscatelli, velista italiano (n. 1895)
- 15 settembre - Jim Tyrer, giocatore di football americano e assassino statunitense (n. 1939)
- 15 settembre - Bruno Widmar, filosofo italiano (n. 1913)
- 16 settembre - Manfred Freyberger, attore austriaco (n. 1930)
- 16 settembre - Jean Piaget, psicologo, biologo e pedagogista svizzero (n. 1896)
- 16 settembre - Giacomo Schirone, politico e partigiano italiano (n. 1901)
- 17 settembre - Rex Norris, hockeista su prato indiano (n. 1899)
- 17 settembre - Emilio Petiva, ciclista su strada italiano (n. 1890)
- 17 settembre - Anastasio Somoza Debayle, politico e militare nicaraguense (n. 1925)
- 17 settembre - Bianca Stagno Bellincioni, attrice e soprano italiana (n. 1888)
- 17 settembre - Michael Strong, attore, produttore cinematografico e produttore televisivo statunitense (n. 1918)
- 18 settembre - Frank Anderson, scacchista canadese (n. 1928)
- 18 settembre - Giuseppe Lugo, tenore e attore italiano (n. 1899)
- 18 settembre - Venturino Panebianco, archeologo e storico italiano (n. 1907)
- 18 settembre - Katherine Anne Porter, giornalista, scrittrice e attivista statunitense (n. 1890)
- 19 settembre - Sol Lesser, produttore cinematografico statunitense (n. 1890)
- 19 settembre - Arrigo Paganelli, politico e dirigente sportivo italiano (n. 1899)
- 19 settembre - Alfred Rittmann, vulcanologo svizzero (n. 1893)
- 19 settembre - Frank Villard, attore francese (n. 1917)
- 20 settembre - Josias Braun-Blanquet, botanico svizzero (n. 1884)
- 20 settembre - Tullio Colsalvatico, scrittore italiano (n. 1901)
- 20 settembre - Michele D'Amico, politico italiano (n. 1900)
- 20 settembre - Sanpei Hayashiya I, attore e comico giapponese (n. 1925)
- 20 settembre - Ugo Mutti, imprenditore italiano (n. 1893)
- 21 settembre - Waldir Azevedo, compositore brasiliano (n. 1923)
- 21 settembre - Italo Siciliano, critico letterario italiano (n. 1895)
- 21 settembre - Rodrigo Ulysses de Carvalho, psichiatra brasiliano (n. 1917)
- 22 settembre - Milly, cantante e attrice italiana (n. 1905)
- 23 settembre - Jacobus Johannes Fouché, politico sudafricano (n. 1898)
- 24 settembre - Pietro Morando, pittore italiano (n. 1889)
- 25 settembre - John Bonham, batterista e compositore britannico (n. 1948)
- 25 settembre - Lewis Milestone, regista, sceneggiatore e produttore cinematografico russo (n. 1895)
- 25 settembre - Mirto Picchi, tenore italiano (n. 1915)
- 25 settembre - Marie Under, poetessa estone (n. 1883)
- 27 settembre - Gian Antonio Micheli, giurista italiano (n. 1913)
- 27 settembre - Dietrich von Saucken, generale tedesco (n. 1892)
- 28 settembre - Giuseppe Aloia, generale e partigiano italiano (n. 1905)
- 28 settembre - Alessandro Monti, calciatore italiano (n. 1893)
- 28 settembre - Giulio Tedeschi, politico italiano (n. 1916)
- 29 settembre - Bindo Maserati, ingegnere e imprenditore italiano (n. 1883)
- 29 settembre - Áron Márton, vescovo cattolico rumeno (n. 1896)
- 29 settembre - Piero Pisenti, politico e avvocato italiano (n. 1887)
- 30 settembre - Giovanni Giavi, politico italiano (n. 1906)
- 30 settembre - Anatolij Ktorov, attore sovietico (n. 1898)
- 30 settembre - Pietro di Schleswig-Holstein, principe tedesco (n. 1922)

## Ottobre(103)
- 1º ottobre - Harry Grey, criminale e scrittore statunitense (n. 1901)
- 2 ottobre - Luciano Abramo, pallavolista, allenatore di pallavolo e dirigente sportivo italiano (n. 1933)
- 2 ottobre - Alessandrina di Prussia, principessa prussiana (n. 1915)
- 2 ottobre - Louis Daquin, regista, sceneggiatore e attore francese (n. 1908)
- 2 ottobre - Carlos García-Bedoya, politico peruviano (n. 1925)
- 2 ottobre - Lina Pagliughi, soprano statunitense (n. 1907)
- 3 ottobre - María Teresa Mora, scacchista cubana (n. 1902)
- 3 ottobre - Albéric O'Kelly de Galway, scacchista belga (n. 1911)
- 3 ottobre - Filippo Scelzo, attore italiano (n. 1900)
- 3 ottobre - Armand Swartenbroeks, calciatore belga (n. 1892)
- 3 ottobre - Melvin E. Thompson, politico statunitense (n. 1903)
- 3 ottobre - Gustav Wagner, militare austriaco (n. 1911)
- 3 ottobre - Jerzy Żurawlew, pianista e direttore d'orchestra polacco (n. 1887)
- 4 ottobre - Sihugo Green, cestista statunitense (n. 1933)
- 4 ottobre - Pëtr Mironovič Mašerov, politico sovietico (n. 1918)
- 4 ottobre - Umberto Riccobaldi, calciatore italiano (n. 1900)
- 4 ottobre - László Szollás, pattinatore artistico su ghiaccio ungherese (n. 1907)
- 5 ottobre - Nanni De Angelis, attivista e politico italiano (n. 1958)
- 5 ottobre - Émile Scharwath, calciatore francese (n. 1904)
- 6 ottobre - Arnaldo Armani, politico italiano (n. 1913)
- 6 ottobre - Edric Bastyan, generale e politico inglese (n. 1903)
- 6 ottobre - Hattie Jacques, attrice britannica (n. 1922)
- 6 ottobre - Jean Robic, ciclista su strada, ciclocrossista e pistard francese (n. 1921)
- 6 ottobre - Shigemaru Takenokoshi, dirigente sportivo, allenatore di calcio e calciatore giapponese (n. 1906)
- 7 ottobre - Guido Astuti, avvocato e giurista italiano (n. 1910)
- 7 ottobre - Fanny Marchiò, attrice italiana (n. 1904)
- 8 ottobre - John Dollard, psicologo e sociologo statunitense (n. 1900)
- 8 ottobre - Mario Guizzardi, imprenditore e calciatore italiano (n. 1906)
- 8 ottobre - Maria Holst, attrice austriaca (n. 1917)
- 8 ottobre - Maurice Martenot, inventore francese (n. 1898)
- 8 ottobre - Ferenc Weinhardt, calciatore ungherese (n. 1903)
- 9 ottobre - Francesco Giangreco, generale italiano (n. 1891)
- 9 ottobre - Theophil Henry Hildebrandt, matematico statunitense (n. 1888)
- 9 ottobre - Emily Hood Westacott, tennista australiana (n. 1910)
- 9 ottobre - Fritz Günther von Tschirschky, politico tedesco (n. 1900)
- 10 ottobre - Carlo Annovazzi, calciatore e allenatore di calcio italiano (n. 1925)
- 10 ottobre - Tameichi Hara, militare giapponese (n. 1900)
- 10 ottobre - Charles Harbridge, calciatore inglese (n. 1891)
- 10 ottobre - Billie Thomas, attore statunitense (n. 1931)
- 10 ottobre - Zhao Dan, attore e regista cinese (n. 1915)
- 11 ottobre - Santo Bergamo, vescovo cattolico italiano (n. 1909)
- 11 ottobre - Maurice Blomme, ciclista su strada e pistard belga (n. 1926)
- 12 ottobre - Alberto Demicheli, politico uruguaiano (n. 1896)
- 13 ottobre - Antoni Bura, militare e bobbista polacco (n. 1898)
- 13 ottobre - Joan Meredith, attrice statunitense (n. 1907)
- 14 ottobre - Louis Guilloux, scrittore e traduttore francese (n. 1899)
- 14 ottobre - Francesco Pricolo, aviatore italiano (n. 1891)
- 15 ottobre - Katharine Mary Briggs, saggista, scrittrice e drammaturga inglese (n. 1898)
- 15 ottobre - Michail Alekseevič Lavrent'ev, matematico sovietico (n. 1900)
- 15 ottobre - Alexander Mach, politico slovacco (n. 1902)
- 15 ottobre - Apostolos Nikolaïdīs, dirigente sportivo, allenatore di calcio e calciatore greco (n. 1896)
- 15 ottobre - Mary O'Hara, scrittrice e sceneggiatrice statunitense (n. 1885)
- 15 ottobre - John Sutcliffe, calciatore inglese (n. 1913)
- 15 ottobre - Pietro di Grecia, principe greco (n. 1908)
- 16 ottobre - Luigi Longo, politico, partigiano e antifascista italiano (n. 1900)
- 16 ottobre - Rolph Schroeder, violinista tedesco (n. 1900)
- 16 ottobre - Sergej Taborickij, giornalista russo (n. 1897)
- 17 ottobre - Yvonne Astruc, violinista e insegnante francese (n. 1889)
- 17 ottobre - Sam Flint, attore statunitense (n. 1882)
- 17 ottobre - Don Rehfeldt, cestista statunitense (n. 1927)
- 17 ottobre - Ugo Sissa, architetto, designer e archeologo italiano (n. 1913)
- 18 ottobre - Hans Ehard, politico tedesco (n. 1887)
- 18 ottobre - Hans Ferdinand Mayer, matematico e fisico tedesco (n. 1895)
- 19 ottobre - Ugo Fasolo, poeta italiano (n. 1905)
- 19 ottobre - Guglielmo Gajani, calciatore italiano (n. 1901)
- 19 ottobre - Georg Rasch, statistico danese (n. 1901)
- 19 ottobre - Gerhard von Schwerin, generale tedesco (n. 1899)
- 20 ottobre - Tino Buazzelli, attore italiano (n. 1922)
- 20 ottobre - Phoebe Holcroft Watson, tennista britannica (n. 1898)
- 20 ottobre - Stefán Jóhann Stefánsson, politico islandese (n. 1894)
- 20 ottobre - Robert Whittaker, biologo statunitense (n. 1920)
- 21 ottobre - Hans Asperger, pediatra austriaco (n. 1906)
- 21 ottobre - Vălko Červenkov, politico bulgaro (n. 1900)
- 21 ottobre - Antonio D'Angelo, calciatore italiano (n. 1953)
- 22 ottobre - Sammy Angott, pugile statunitense (n. 1915)
- 23 ottobre - Gustav Krukenberg, generale tedesco (n. 1888)
- 23 ottobre - José Muguerza, calciatore e allenatore di calcio spagnolo (n. 1911)
- 25 ottobre - Filippo d'Assia, politico tedesco (n. 1896)
- 25 ottobre - Virgil Fox, organista statunitense (n. 1912)
- 25 ottobre - Víctor Galíndez, pugile argentino (n. 1948)
- 25 ottobre - Sahir Ludhianvi, paroliere e poeta indiano (n. 1921)
- 26 ottobre - Władysław Lis, astronomo polacco (n. 1911)
- 26 ottobre - Emilia Mariottini, politica italiana (n. 1897)
- 26 ottobre - Per-Olof Östrand, nuotatore svedese (n. 1930)
- 26 ottobre - Ján Pöstényi, presbitero, saggista e editore slovacco (n. 1891)
- 26 ottobre - Luigi Vagnetti, architetto italiano (n. 1915)
- 26 ottobre - Marcello Caetano, politico portoghese (n. 1906)
- 27 ottobre - Michele Deriu, geologo italiano (n. 1921)
- 27 ottobre - Art Hillhouse, cestista statunitense (n. 1916)
- 27 ottobre - Gastone Prendato, calciatore e allenatore di calcio italiano (n. 1910)
- 27 ottobre - John Hasbrouck van Vleck, fisico statunitense (n. 1899)
- 28 ottobre - Benvenuto Terzi, musicista, compositore e chitarrista italiano (n. 1892)
- 29 ottobre - George Borġ Olivier, politico maltese (n. 1911)
- 29 ottobre - Leone Cattani, avvocato e politico italiano (n. 1906)
- 29 ottobre - Ab Tresling, hockeista su prato olandese (n. 1909)
- 30 ottobre - Arne Røisland, calciatore norvegese (n. 1923)
- 31 ottobre - Giustino Arpesani, avvocato, diplomatico e politico italiano (n. 1896)
- 31 ottobre - Raúl Campero, cavaliere messicano (n. 1919)
- 31 ottobre - Pierre Cressoy, attore francese (n. 1924)
- 31 ottobre - Edelmiro Julián Farrell, generale e politico argentino (n. 1887)
- 31 ottobre - Joseph Pé, ciclista su strada belga (n. 1891)
- 31 ottobre - Victor Sen Yung, attore statunitense (n. 1915)
- 31 ottobre - Jan Werich, attore, commediografo e scrittore ceco (n. 1905)

## Novembre(114)
- 1º novembre - Guerriera Guerrieri, bibliotecaria italiana (n. 1902)
- 1º novembre - Prudent Joye, ostacolista francese (n. 1913)
- 2 novembre - Patrick Mary O'Donnell, arcivescovo cattolico e missionario irlandese (n. 1897)
- 2 novembre - Gaspare Pignatelli, politico italiano (n. 1900)
- 2 novembre - Kikue Yamakawa, scrittrice e attivista giapponese (n. 1890)
- 3 novembre - Giuseppe Alberganti, operaio, sindacalista e antifascista italiano (n. 1898)
- 3 novembre - Ludwig Hohl, scrittore svizzero (n. 1904)
- 3 novembre - Bronisław Knaster, matematico polacco (n. 1893)
- 3 novembre - Hans Ruin, filosofo finlandese (n. 1891)
- 4 novembre - Heinrich Bachmann, calciatore e allenatore di calcio svizzero (n. 1888)
- 4 novembre - Noel Langley, scrittore e sceneggiatore statunitense (n. 1911)
- 4 novembre - Elsie MacGill, ingegnera e attivista canadese (n. 1905)
- 5 novembre - Karel Hejma, calciatore cecoslovacco (n. 1905)
- 5 novembre - Mohammed Salim, calciatore indiano (n. 1904)
- 6 novembre - Ali Benouna, calciatore francese (n. 1907)
- 6 novembre - Giovanni De Carli, calciatore italiano (n. 1903)
- 6 novembre - Alessandro Lissoni, architetto, designer e urbanista italiano (n. 1907)
- 6 novembre - Wilbur Schu, cestista statunitense (n. 1922)
- 6 novembre - Lionel Smith, calciatore inglese (n. 1920)
- 7 novembre - Domenico Beneventano, politico italiano (n. 1948)
- 7 novembre - Emilio Cigoli, attore, doppiatore e direttore del doppiaggio italiano (n. 1909)
- 7 novembre - Frank Duff, irlandese (n. 1889)
- 7 novembre - Norman Marshall, regista teatrale, direttore teatrale e produttore teatrale inglese (n. 1901)
- 7 novembre - Steve McQueen, attore statunitense (n. 1930)
- 8 novembre - Claudio Bincaz, calciatore, rugbista a 15 e velista argentino (n. 1897)
- 8 novembre - Luigi Carraro, giurista e politico italiano (n. 1916)
- 8 novembre - Sherman Clark, canottiere statunitense (n. 1899)
- 8 novembre - Friedo Dörfel, calciatore tedesco (n. 1915)
- 8 novembre - Aimé-Pierre Frutaz, archeologo e storico italiano (n. 1907)
- 8 novembre - Julian Wintle, produttore cinematografico e produttore televisivo britannico (n. 1913)
- 9 novembre - Mauro Fenoglio, calciatore italiano (n. 1904)
- 9 novembre - Michele Fragali, giurista e magistrato italiano (n. 1897)
- 9 novembre - Carmel Myers, attrice statunitense (n. 1899)
- 9 novembre - Toyen, pittrice e illustratrice ceca (n. 1902)
- 9 novembre - Ferdinando Trabattoni, calciatore italiano (n. 1903)
- 9 novembre - Silvio Zaniboni, scultore italiano (n. 1896)
- 10 novembre - Alessandro Giuntoli, architetto italiano (n. 1895)
- 11 novembre - Andrej Amal'rik, scrittore russo (n. 1938)
- 11 novembre - Renato Barbieri, canottiere italiano (n. 1903)
- 11 novembre - Louis Charavel, pilota automobilistico francese (n. 1890)
- 11 novembre - Amilcare Fantoli, geografo e climatologo italiano (n. 1891)
- 12 novembre - Mario Cirillo, politico italiano (n. 1923)
- 12 novembre - Harold Dash, pallanuotista statunitense (n. 1917)
- 12 novembre - Eva Prout, attrice statunitense (n. 1894)
- 13 novembre - Germinal Concordia, partigiano, anarchico e politico italiano (n. 1913)
- 13 novembre - Etienne-Auguste-Germain Loosdregt, vescovo cattolico e missionario francese (n. 1908)
- 13 novembre - Giovanni Rizzo, arcivescovo cattolico italiano (n. 1890)
- 13 novembre - Elbridge Ross, hockeista su ghiaccio statunitense (n. 1909)
- 13 novembre - Gauntlett Rowe, calciatore giamaicano (n. 1945)
- 14 novembre - Nick Dennis, attore greco (n. 1904)
- 14 novembre - Harry Hardt, attore austriaco (n. 1899)
- 14 novembre - Johnny Horan, cestista statunitense (n. 1932)
- 14 novembre - Pierre Magne, ciclista su strada francese (n. 1906)
- 15 novembre - Joan Fleming, scrittrice britannica (n. 1908)
- 15 novembre - Erwin Hochsträsser, calciatore svizzero (n. 1911)
- 15 novembre - Harri Larva, mezzofondista finlandese (n. 1906)
- 15 novembre - Bill Lee, cantante statunitense (n. 1916)
- 15 novembre - Emilio Pujol, chitarrista e compositore spagnolo (n. 1886)
- 15 novembre - Giuseppe Rossoni, calciatore italiano (n. 1900)
- 16 novembre - Boris Aronson, scenografo russo (n. 1898)
- 16 novembre - Nikolaus Biewer, calciatore tedesco (n. 1922)
- 16 novembre - Mario Salmi, storico dell'arte e critico d'arte italiano (n. 1889)
- 17 novembre - David Marr, neuroscienziato britannico (n. 1945)
- 17 novembre - Hans Wetterström, canoista svedese (n. 1923)
- 19 novembre - Hazel Forbes, ballerina e attrice statunitense (n. 1910)
- 19 novembre - Giuseppe Imbò, geofisico, sismologo e vulcanologo italiano (n. 1899)
- 19 novembre - Norman Judd, pallanuotista irlandese (n. 1904)
- 20 novembre - Sandro Calvesi, allenatore di atletica leggera italiano (n. 1913)
- 20 novembre - Avtandil Ghoghoberidze, calciatore sovietico (n. 1922)
- 20 novembre - Richard Hallock, archeologo statunitense (n. 1906)
- 20 novembre - John McEwen, politico australiano (n. 1900)
- 21 novembre - Antonino D'Angelo, poliziotto italiano (n. 1955)
- 21 novembre - Sara García, attrice messicana (n. 1895)
- 21 novembre - László Rédei, matematico ungherese (n. 1900)
- 21 novembre - Erich Reschke, sindacalista e politico tedesco (n. 1902)
- 21 novembre - Walter Rilla, attore e regista tedesco (n. 1894)
- 22 novembre - Harry Halm, attore tedesco (n. 1902)
- 22 novembre - Marienetta Jirkowsky, attivista tedesca (n. 1962)
- 22 novembre - Jules Léger, diplomatico e politico canadese (n. 1913)
- 22 novembre - Ferdinando Mandrini, ginnasta italiano (n. 1897)
- 22 novembre - Mae West, attrice statunitense (n. 1893)
- 23 novembre - Hans von Aulock, banchiere e numismatico tedesco (n. 1906)
- 23 novembre - Sangad Chaloryu, ammiraglio e politico thailandese (n. 1915)
- 23 novembre - Michele Federici, arcivescovo cattolico italiano (n. 1911)
- 23 novembre - Marianne Rie Kris, psicoanalista austriaca (n. 1900)
- 23 novembre - Jean Templin, calciatore polacco (n. 1928)
- 24 novembre - Gabriel Casaccia, scrittore paraguaiano (n. 1907)
- 24 novembre - Jeanne Matthey, tennista francese (n. 1886)
- 24 novembre - George Raft, attore statunitense (n. 1901)
- 24 novembre - Herbert Agar, storico e giornalista statunitense (n. 1897)
- 24 novembre - Henrietta Hill Swope, astronoma statunitense (n. 1902)
- 25 novembre - Antonio Carrelli, fisico italiano (n. 1900)
- 25 novembre - Herbert Flam, tennista statunitense (n. 1928)
- 26 novembre - Giovanni Greppi, calciatore italiano (n. 1910)
- 26 novembre - Giuseppe Lobianco, calciatore italiano (n. 1900)
- 26 novembre - Ezio Lucarelli, carabiniere italiano (n. 1945)
- 26 novembre - Conrad A. Nervig, montatore statunitense (n. 1889)
- 26 novembre - Rachel Roberts, attrice britannica (n. 1927)
- 26 novembre - Giuseppe Soravia, bobbista italiano (n. 1948)
- 26 novembre - Konrad Wachsmann, architetto tedesco (n. 1901)
- 27 novembre - Ferenc Hepp, arbitro di pallacanestro e dirigente sportivo ungherese (n. 1909)
- 28 novembre - Bernard Fergusson, generale, storico e politico britannico (n. 1911)
- 28 novembre - Giuseppe Filippo, poliziotto italiano (n. 1930)
- 28 novembre - Gavino Gabriel, compositore e etnomusicologo italiano (n. 1881)
- 28 novembre - Sarah Y. Mason, sceneggiatrice statunitense (n. 1896)
- 28 novembre - Mia May, attrice e cantante austriaca (n. 1884)
- 28 novembre - Birendranath Sircar, produttore cinematografico indiano (n. 1901)
- 29 novembre - Dorothy Day, giornalista statunitense (n. 1897)
- 29 novembre - Edith Evanson, attrice statunitense (n. 1896)
- 29 novembre - Babe London, attrice statunitense (n. 1901)
- 30 novembre - Cartola, cantante, compositore e chitarrista brasiliano (n. 1908)
- 30 novembre - Amedeo D'Albora, ingegnere, dirigente sportivo e politico italiano (n. 1896)
- 30 novembre - Mieko Fukui, cestista giapponese (n. 1956)
- 30 novembre - Joyzelle Joyner, attrice e ballerina statunitense (n. 1905)

## Dicembre(114)
- 1º dicembre - Frank Booth, nuotatore statunitense (n. 1910)
- 1º dicembre - Tom Mason, attore e produttore cinematografico statunitense (n. 1920)
- 1º dicembre - Zaccaria Negroni, politico italiano (n. 1899)
- 2 dicembre - Roza Eskenazi, cantante greca (n. 1897)
- 2 dicembre - Romain Gary, scrittore, aviatore e diplomatico lituano (n. 1914)
- 2 dicembre - Willie Gilbert, commediografo e sceneggiatore statunitense (n. 1916)
- 2 dicembre - Richard Pindle Hammond, compositore statunitense (n. 1896)
- 2 dicembre - Chaudhry Muhammad Ali, politico pakistano (n. 1905)
- 3 dicembre - Piera Cillario, imprenditrice italiana (n. 1902)
- 3 dicembre - Giancarlo Montani, politico e avvocato italiano (n. 1908)
- 3 dicembre - Oswald Mosley, politico britannico (n. 1896)
- 3 dicembre - Jean-Claude Poirier, fumettista francese (n. 1942)
- 3 dicembre - Marie-Antoinette Tonnelat, fisica francese (n. 1912)
- 3 dicembre - Eino Virtanen, lottatore finlandese (n. 1908)
- 4 dicembre - Jenő Brandi, pallanuotista ungherese (n. 1913)
- 4 dicembre - Gösta Cederlund, attore e regista svedese (n. 1888)
- 4 dicembre - Francisco Sá Carneiro, politico portoghese (n. 1934)
- 4 dicembre - Stanisława Walasiewicz, velocista, lunghista e discobola polacca (n. 1911)
- 5 dicembre - Gerrit Keizer, calciatore olandese (n. 1910)
- 6 dicembre - Margot Bennett, scrittrice e sceneggiatrice britannica (n. 1912)
- 6 dicembre - Ève Francis, attrice e regista francese (n. 1886)
- 7 dicembre - Karl Brunner, generale e poliziotto tedesco (n. 1900)
- 7 dicembre - Gerard Bucknall, generale britannico (n. 1894)
- 7 dicembre - Darby Crash, cantante statunitense (n. 1958)
- 7 dicembre - Ed Hickey, cestista, giocatore di football americano e allenatore di pallacanestro statunitense (n. 1902)
- 8 dicembre - Theo Breuer, calciatore tedesco (n. 1909)
- 8 dicembre - Guido Carestiato, aviatore e militare italiano (n. 1911)
- 8 dicembre - John Lennon, cantautore, polistrumentista e artista britannico (n. 1940)
- 8 dicembre - Petar Trifunović, scacchista jugoslavo (n. 1910)
- 9 dicembre - Giorgio Balladore Pallieri, giurista e magistrato italiano (n. 1905)
- 9 dicembre - Marcello Pagliero, sceneggiatore, regista e attore italiano (n. 1907)
- 10 dicembre - Benedetto di Gerusalemme, vescovo ortodosso greco (n. 1892)
- 10 dicembre - Gevheri Sultan, principessa ottomana (n. 1904)
- 10 dicembre - Philip MacDonald, scrittore britannico (n. 1900)
- 10 dicembre - Ilie Subășeanu, calciatore rumeno (n. 1906)
- 11 dicembre - Eugène Dhers, ciclista su strada francese (n. 1891)
- 11 dicembre - Hawayo Takata, giapponese (n. 1900)
- 11 dicembre - Marcello Torre, avvocato e politico italiano (n. 1932)
- 11 dicembre - Vittoria Luisa di Prussia, tedesca (n. 1892)
- 11 dicembre - Dorothy West, attrice statunitense (n. 1891)
- 12 dicembre - Bruno Bartolozzi, violinista e compositore italiano (n. 1911)
- 12 dicembre - Thorbjørn Damgaard, calciatore norvegese (n. 1891)
- 12 dicembre - Palmiro Foresi, politico italiano (n. 1900)
- 12 dicembre - Jean Lesage, politico e avvocato canadese (n. 1912)
- 12 dicembre - Urie McCleary, scenografo statunitense (n. 1905)
- 13 dicembre - Svend Olsen, sollevatore danese (n. 1908)
- 14 dicembre - Richard Drew, giornalista e inventore statunitense (n. 1899)
- 14 dicembre - Guido Landra, antropologo italiano (n. 1913)
- 14 dicembre - Joël Le Theule, politico francese (n. 1930)
- 14 dicembre - Norman Taylor, canottiere canadese (n. 1899)
- 15 dicembre - Camillo Crociani, dirigente d'azienda e dirigente sportivo italiano (n. 1921)
- 15 dicembre - Hans Fiederer, calciatore tedesco (n. 1920)
- 15 dicembre - Alvin Gouldner, sociologo statunitense (n. 1920)
- 15 dicembre - Peter Gregg, pilota automobilistico statunitense (n. 1940)
- 15 dicembre - Ante Roje, nuotatore e pallanuotista jugoslavo (n. 1905)
- 16 dicembre - Peter Collinson, regista e produttore televisivo britannico (n. 1936)
- 16 dicembre - Jan Fethke, sceneggiatore, regista e scrittore polacco (n. 1903)
- 16 dicembre - Angelo Bertino Poli, scrittore italiano (n. 1905)
- 16 dicembre - Harland Sanders, imprenditore statunitense (n. 1890)
- 16 dicembre - Hellmuth Walter, ingegnere e inventore tedesco (n. 1900)
- 17 dicembre - Ahmet Berman, calciatore turco (n. 1932)
- 17 dicembre - Oskar Kummetz, ammiraglio tedesco (n. 1891)
- 17 dicembre - Filomena Morlando, insegnante italiana (n. 1955)
- 18 dicembre - Héctor José Cámpora, politico argentino (n. 1909)
- 18 dicembre - Dobriša Cesarić, poeta croato (n. 1902)
- 18 dicembre - Aleksej Nikolaevič Kosygin, politico sovietico (n. 1904)
- 18 dicembre - Gabrielle Robinne, attrice francese (n. 1886)
- 19 dicembre - Tarzan Cooper, cestista e allenatore di pallacanestro statunitense (n. 1907)
- 19 dicembre - Nasrollah Entezam, politico, funzionario e diplomatico iraniano (n. 1900)
- 19 dicembre - Alaíde Foppa, poetessa, scrittrice e critica d'arte guatemalteca (n. 1914)
- 20 dicembre - Amerigo Pispoli, politico italiano (n. 1901)
- 20 dicembre - Ben Sharpsteen, regista e produttore cinematografico statunitense (n. 1895)
- 20 dicembre - Tom Waring, calciatore inglese (n. 1906)
- 21 dicembre - Marc Connelly, drammaturgo e attore statunitense (n. 1890)
- 21 dicembre - Nelson Rodrigues, drammaturgo, scrittore e giornalista brasiliano (n. 1912)
- 22 dicembre - Miriam Battista, attrice statunitense (n. 1912)
- 22 dicembre - Alessandro Marcello Del Majno, militare e antifascista italiano (n. 1894)
- 22 dicembre - František Studený, pittore e grafico slovacco (n. 1911)
- 23 dicembre - Memmo Carotenuto, attore italiano (n. 1908)
- 23 dicembre - Libero Simonatti, calciatore italiano (n. 1909)
- 24 dicembre - Aldo Bandini, calciatore italiano (n. 1904)
- 24 dicembre - Karl Dönitz, ammiraglio e politico tedesco (n. 1891)
- 24 dicembre - Heikki Liimatainen, mezzofondista finlandese (n. 1894)
- 25 dicembre - Henri Dufaux, imprenditore, pittore e politico francese (n. 1879)
- 25 dicembre - Marcel Langiller, calciatore francese (n. 1908)
- 25 dicembre - Louis Neefs, cantante belga (n. 1937)
- 25 dicembre - Raoul Puhali, architetto e ingegnere italiano (n. 1904)
- 26 dicembre - Giuseppe Balbo, pittore italiano (n. 1902)
- 26 dicembre - Ettore Serra, poeta e ufficiale italiano (n. 1890)
- 26 dicembre - Tony Smith, scultore e architetto statunitense (n. 1912)
- 26 dicembre - Richard Trenton Chase, assassino seriale statunitense (n. 1950)
- 26 dicembre - Egidio Vagnozzi, cardinale e arcivescovo cattolico italiano (n. 1906)
- 27 dicembre - Mario Natalucci, presbitero e storico italiano (n. 1903)
- 27 dicembre - Domenico Pucci, progettista italiano (n. 1903)
- 28 dicembre - Sam Levene, attore statunitense (n. 1905)
- 28 dicembre - Charles Tannen, attore statunitense (n. 1915)
- 29 dicembre - Oreste Cignoli, ciclista su strada italiano (n. 1893)
- 29 dicembre - Roy Engel, attore statunitense (n. 1913)
- 29 dicembre - Tim Hardin, cantautore statunitense (n. 1941)
- 29 dicembre - Luigi Lucotti, ciclista su strada italiano (n. 1893)
- 29 dicembre - Nadežda Jakovlevna Mandel'štam, scrittrice sovietica (n. 1899)
- 29 dicembre - Gigi Peronace, dirigente sportivo e calciatore italiano (n. 1925)
- 29 dicembre - Enric Rabassa, allenatore di calcio e calciatore spagnolo (n. 1920)
- 30 dicembre - Lamberto Anichini, calciatore italiano (n. 1901)
- 30 dicembre - Giuseppe Carraro, vescovo cattolico italiano (n. 1899)
- 30 dicembre - Karl Fabiunke, generale tedesco (n. 1893)
- 30 dicembre - Brajo Fuso, medico, pittore e scultore italiano (n. 1899)
- 30 dicembre - Bruce Hale, cestista e allenatore di pallacanestro statunitense (n. 1918)
- 31 dicembre - Maurice Cornforth, filosofo britannico (n. 1909)
- 31 dicembre - Enrico Riziero Galvaligi, generale italiano (n. 1920)
- 31 dicembre - Marshall McLuhan, sociologo, filosofo e critico letterario canadese (n. 1911)
- 31 dicembre - Raoul Walsh, regista cinematografico, attore e sceneggiatore statunitense (n. 1887)
- 31 dicembre - Robert Pete Williams, musicista statunitense (n. 1914)
- 31 dicembre - Nick Yost, cestista statunitense (n. 1915)

## Senza giorno specificato(80)
- Hans Ammann, fondista svizzero (n. 1931)
- Astaman, attore indonesiano (n. 1903)
- Marino Auriti, artista italiano (n. 1891)
- Alfredo Bai, scultore italiano (n. 1913)
- Albert Bedane, patriota francese (n. 1893)
- Marcantonio Bedini, pittore italiano (n. 1895)
- Juan Besuzzo, calciatore uruguaiano (n. 1913)
- Cesare Bettarini, attore italiano (n. 1901)
- Dorothy Blum, informatica statunitense (n. 1924)
- Andrée Bosquet, pittrice belga (n. 1900)
- Frank Arnold Bumpus, ingegnere britannico (n. 1886)
- Billy Burnikell, allenatore di calcio e calciatore inglese (n. 1910)
- Italo Cammarota, compositore e arrangiatore italiano (n. 1909)
- Ugo Capocchini, pittore italiano (n. 1901)
- Ercole Chiri, politico e partigiano italiano (n. 1890)
- Giuseppe Cipriani, imprenditore italiano (n. 1900)
- Pietro Colombati, dirigente sportivo, allenatore di calcio e arbitro di calcio italiano (n. 1897)
- Angelo Copeta, pilota motociclistico italiano (n. 1919)
- Wilf Copping, calciatore inglese (n. 1907)
- Italo Cosmo, agronomo italiano (n. 1905)
- Lucio Del Vecchio, scacchista italiano (n. 1907)
- D.M. Devine, scrittore britannico (n. 1920)
- Ibrahim Muhammad Didi, politico maldiviano
- Homer Dudley, ingegnere statunitense (n. 1896)
- Richard Ellington, scrittore e sceneggiatore statunitense (n. 1914)
- Giuseppe Falzone, partigiano italiano (n. 1916)
- Emma Fedeli, attrice italiana (n. 1917)
- Elinor Whitney Field, scrittrice statunitense (n. 1889)
- Rolando Filidei, scultore italiano (n. 1914)
- Erich Franckenfeldt, calciatore svizzero (n. 1898)
- Muriel Freeman, schermitrice britannica (n. 1897)
- Varahagiri Venkata Giri, politico indiano (n. 1894)
- Giles Healy, esploratore e archeologo statunitense (n. 1901)
- Giovanni Haussmann, agronomo russo (n. 1906)
- Paul Hazoumé, scrittore e etnologo beninese (n. 1890)
- Giovanni Incisa della Rocchetta, storico e nobile italiano (n. 1897)
- Khadija Afzal Vasari, giornalista e educatrice iraniana (n. 1889)
- Alice Kindler, pittrice, litografa e insegnante statunitense (n. 1892)
- Józef Kostecki, attore polacco (n. 1923)
- Franco Laurenti, scenografo e costumista italiano (n. 1928)
- Dmytro Leonkin, ginnasta sovietico (n. 1928)
- Stanislao Lepri, pittore italiano (n. 1905)
- Carlo Leopoldo Lualdi, imprenditore e ingegnere italiano (n. 1910)
- Olivia Manning, scrittrice britannica (n. 1908)
- Albert Margai, politico sierraleonese (n. 1910)
- Bill Martin, pallanuotista britannico (n. 1906)
- Aniello Mazza, arbitro di calcio italiano (n. 1905)
- Michele Miani, politico italiano (n. 1888)
- Roger Money-Kyrle, psicoanalista britannico (n. 1898)
- Navarrino Navarrini, pittore italiano (n. 1892)
- Vladimir Novikov, pallanuotista sovietico (n. 1937)
- Karel Nový, scrittore ceco (n. 1890)
- Okuro Oikawa, astronomo giapponese (n. 1896)
- Dario Ortolani, giornalista e scrittore italiano (n. 1903)
- Saturnino Osorio, calciatore salvadoregno (n. 1945)
- Nazareno Padellaro, pedagogista, dirigente pubblico e scrittore italiano (n. 1892)
- Emanuele Padoa, biologo italiano (n. 1905)
- Giuseppe Pizzorno, generale italiano (n. 1891)
- Domenico Postpischl, scacchista italiano (n. 1905)
- Mario Puddu, generale italiano (n. 1899)
- Attilia Radice, ballerina e coreografa italiana (n. 1914)
- Giovanni Riccardi, calciatore e allenatore di calcio italiano (n. 1911)
- Alberto Roda, generale italiano (n. 1894)
- Félix Rodríguez de la Fuente, naturalista e giornalista spagnolo (n. 1928)
- Eulalio Ríos, nuotatore messicano (n. 1935)
- Gino Sansoni, editore e pubblicitario italiano (n. 1907)
- Gino Saviotti, scrittore e saggista italiano (n. 1891)
- Domenico Scappino, imprenditore italiano (n. 1898)
- Sergio Selva, pittore italiano (n. 1919)
- Seneleleni Ndwandwe, regina swati
- Leonid Smirnov, calciatore russo (n. 1889)
- Ugo Tiberio, ingegnere italiano (n. 1904)
- Slavko Tuta, economista, pubblicista e antifascista sloveno (n. 1908)
- Michele Vaccaro, generale italiano (n. 1887)
- Marco Valsecchi, critico d'arte italiano (n. 1913)
- Emilio Vitali, pittore italiano (n. 1901)
- Georgia White, cantante statunitense (n. 1903)
- Armiro Yaria, pittore italiano (n. 1901)
- Sodō Yokoyama, monaco buddhista giapponese (n. 1907)
- Toshiko Yuasa, fisica giapponese (n. 1909)